# Lista okrętów pomocniczych United States Navy
To lista okrętów pomocniczych United States Navy. Zawiera wiele typów okrętów, które wspierają jednostki frontowe.
Większość kategorii nie ma jasno określonych odpowiedników w języku polskim. Dlatego została pozostawiona nazwa angielska z wolnym tłumaczeniem na język polski umieszczonym pod tytułem rodzaju okrętu.
Krążowniki pomocnicze pomimo ich nazwy nie wchodzą w skład tej listy, ponieważ były tak naprawdę statkami.

## Crane Ships (AB)
dźwigi pływające
- USS Kearsarge (AB-1)

## Colliers (AC)
transportowce węgla
- USS „Vestal” (AC-1)
- USS „Ontario” (AC-2)
- USS „Jupiter” (AC-3)
- USS „Cyclops” (AC-4)
- USS „Vulcan” (AC-5)
- USS „Mars” (AC-6)(inne języki)
- USS „Hector” (AC-7)(inne języki)
- USS „Neptune” (AC-8)
- USS „Proteus” (AC-9)
- USS „Nereus” (AC-10)
- USS „Orion” (AC-11)
- USS „Jason” (AC-12)
- USS „Abarenda” (AC-13/AG-14)
- USS „Ajax” (AC-14)
- USS „Brutus” (AC-15)
- USS „Caesar” (AC-16)(inne języki)
- USS „Hannibal” (1898)
- USS „Justin” (1898)
- USS „Leonidas” (1898)
- USS „Merrimac” (1898)
- USS „Quincy” (1918)
- USS „Saturn” (1898)
- USS „Southery” (1898)

## Auxiliary Crane Ships (T-ACS)
pomocnicze dźwigi pływające
- SS „Keystone State” (T-ACS-1)
- SS „Gem State” (T-ACS-2)
- SS „Grand Canyon State” (T-ACS-3)
- SS „Gopher State” (T-ACS-4)
- SS „Flickertail State” (T-ACS-5)
- SS „Cornhusker State” (T-ACS-6)
- SS „Diamond State” (T-ACS-7)
- SS „Equality State” (T-ACS-8)
- SS „Green Mountain State” (T-ACS-9)
- SS „Beaver State” (T-ACS-10)

## Destroyer Tenders (AD)
zaopatrzeniowce flotylli niszczycieli
- USS „Dixie” (AD-1)
- USS „Melville” (AD-2)
- USS „Dobbin” (AD-3)
- USS „Whitney” (AD-4)
- USS „Prairie” (AD-5)
- USS „Panther” (AD-6)
- USS „Leonidas” (AD-7)
- USS „Buffalo” (AD-8)
- USS „Black Hawk” (AD-9)
- USS „Bridgeport” (AD-10)
- USS „Altair” (AD-11)
- USS „Denebola” (AD-12)
- USS „Rigel” (AD-13)
- USS „Dixie” (AD-14)
- USS „Prairie” (AD-15)
- USS „Cascade” (AD-16)
- USS „Piedmont” (AD-17)
- USS „Sierra” (AD-18)
- USS „Yosemite” (AD-19)
- USS „Hamul” (AD-20)
- USS „Markab” (AD-21)
- USS „Klondike” (AD-22)
- USS „Arcadia” (AD-23)
- USS „Everglades” (AD-24)
- USS „Frontier” (AD-25)
- USS „Shenandoah” (AD-26)
- USS „Yellowstone” (AD-27)
- USS „Grand Canyon” (AD-28)
- USS „Isle Royal” (AD-29)
- USS „Great Lakes” (AD-30) anulowany
- USS „Tidewater” (AD-31)
- USS „New England” (AD-32) anulowany
- USS „Canopus” (AD-33)
- USS „Alcor” (AD-34)
- USS „Arrowhead” (AD-35) anulowany
- USS „Bryce Canyon” (AD-36)
- USS „Samuel Gompers” (AD-37)
- USS „Puget Sound” (AD-38)
- USS „Yellowstone” (AD-41)
- USS „Acadia” (AD-42)
- USS „Cape Cod” (AD-43)

## Degaussing Ships (ADG)
stacje damagnetyzacyjne
- USS „Lodestone” (ADG-8)
- USS „Magnet” (ADG-9)
- USS „Deperm” (ADG-10)
- USS „Ampere” (ADG-11)
- USS „Surfbird” (ADG-383)

## Ammunition Ships (AE)
statki amunicyjne
- USS „Pyro” (AE-1)
- USS „Nitro” (AE-2)
- USS „Lassen” (AE-3)
- USS „Mount Baker” (AE-4)
- USS „Rainier” (AE-5)
- USS „Shasta” (AE-6)
- USS „Mauna Loa” (AE-8)
- USS „Mazama” (AE-9)
- USS „Sangay” (AE-10)
- USS „Mount Hood” (AE-11)
- USS „Wrangell” (AE-12)
- USS „Akutan” (AE-13)
- USS „Firedrake” (AE-14)
- USS „Vesuvius” (AE-15)
- USS „Mount Katmai” (AE-16)
- USS „Great Sitkin” (AE-17)
- USS „Paricutin” (AE-18)
- USS „Diamond Head” (AE-19)
- USS „Fomalhaut” (AE-20)
- USS „Suribachi” (AE-21)
- USS „Mauna Kea” (AE-22)
- USS „Nitro” (AE-23)
- USS „Pyro” (AE-24)
- USS „Haleakala” (AE-25)
- USS „Kilauea” (AE-26)
- USS „Butte” (AE-27)
- USS „Santa Barbara” (AE-28)
- USS „Mount Hood” (AE-29)
- USS „Virgo” (AE-30)
- USS „Chara” (AE-31)
- USS „Flint” (AE-32)
- USS „Shasta” (AE-33)
- USS „Mount Baker” (AE-34)
- USS „Kiska” (AE-35)

## Auxiliary Docks
pomocnicze doki

### Large Auxiliary Floating Dry Docks (AFDB)
duży pomocniczy dok pływający
- USS „Artisan” (AFDB-1)
- USS „AFDB-2”
- USS „AFDB-3”
- USS „AFDB-4”
- USS „AFDB-5”
- USS „AFDB-6”
- USS „Los Alamas” (AFDB-7)

### Medium Auxiliary Floating Dry Docks (ADFM)
średni pomocniczy dok pływający
- USS „AFDM-1”
- USS „AFDM-2”
- USS „AFDM-3”
- USS „Resourceful” (AFDM-5)
- USS „Competent” (AFDM-6)
- USS „Sustain” (AFDM-7)
- USS „Richland” (AFDM-8)
- USS „AFDM-9”
- USS „Resolute” (AFDM-10)
- USS „Steadfast” (AFDM-14)

### Small Auxiliary Floating Dry Docks (AFD)
mały pomocniczy dok pływający
- USS „AFD-3”
- USS „AFD-5”
- USS „Dynamic” (AFD-6)
- USS „Ability” (AFD-7)
- USS „AFD-12”
- USS „AFD-21”
- USS „Adept” (AFD-23)
- USS „AFD-24”

### Auxiliary Repair Docks (ARD)
pomocniczy dok remontowy
- USS „ARD-1”
- USS „ARD-2”
- USS „ARD-3”
- USS „ARD-4”
- USS „ARD-6”
- USS „Waterford” (ARD-5)
- USS „ARD-8”
- USS „West Milton” (ARD-7)
- USS „ARD-9”
- USS „ARD-10”
- USS „ARD-11”
- USS „ARD-12”
- USS „ARD-13”
- USS „ARD-14”
- USS „ARD-15”
- USS „ARD-16”
- USS „ARD-17”
- USS „ARD-18”
- USS „ARD-19”
- USS „ARD-20”
- USS „ARD-21”
- USS „Windsor” (ARD-22)
- USS „ARD-23”
- USS „ARD-24”
- USS „ARD-25”
- USS „ARD-26”
- USS „ARD-27”
- USS „ARD-28”
- USS „Arco” (ARD-29)
- USS „San Onfre” (ARD-30)
- USS „ARD-31”
- USS „ARD-32”

### Medium Auxiliary Repair Docks (ARDM)
średni pomocniczy dok remontowy
- USS „Oak Ridge” (ARDM-1)
- USS „Almagordo” (ARDM-2)
- USS „Endurance” (ARDM-3)
- USS „Shippingport” (ARDM-4)
- USS „Arco” (ARDM-5)

### Large Auxiliary Repair Docks (ABSD)
duży pomocniczy dok remontowy
- USS „ABSD-1”
- USS „ABSD-2”
- USS „ABSD-3”
- USS „ABSD-4”
- USS „ABSD-5”
- USS „ABSD-6”
- USS „ABSD-7”
- USS „ABSD-8”
- USS „ABSD-9”
- USS „ABSD-10”

## Provisions Store Ships (AF, T-AF)
transportowiec żywności
- USS „Bridge” (AF-1)
- USS „Celtic” (AF-2)
- USS „Culgoa” (AF-3)
- USS „Glacier” (AF-4)
- USS „Rappahannock” (AF-6)
- USS „Arctic” (AF-7)
- USS „Boras” (AF-8)
- USS „Yukon” (AF-9)
- USS „Aldebaran” (AF-10)
- USS „Polaris” (AF-11)
- USS „Mizar” (AF-12)
- USS „Tarazed” (AF-13)
- USS „Uranus” (AF-14)
- USS „Talamanca” (AF-15)
- USS „Pastores” (AF-16)
- USS „Antigua” (AF-17)
- USS „Calamares” (AF-18)
- USS „Roamer” (AF-19)
- USS „Pontiac” (AF-20)
- USS „Merak” (AF-21)
- USS „Ariel” (AF-22)
- USS „Cygnus” (AF-23)
- USS „Delphinus” (AF-24)
- USS „Taurus” (AF-25)
- USS „Octans” (AF-26)
- USS „Pictor” (AF-27)
- USS „Hyades” (AF-28)
- USS „Graffias” (AF-29)
- USS „Adria” (AF-30)
- USS „Arequipa” (AF-31)
- USS „Corbuda” (AF-32)
- USS „Karin” (AF-33)
- USS „Kerstin” (AF-34)
- USS „Latona” (AF-35)
- USS „Lioba” (AF-36)
- USS „Malabar” (AF-37)
- USS „Merapi” (AF-38)
- USS „Palisana” (AF-39)
- USS „Saturn” (AF-40)
- USS „Athanasia” (AF-41)
- USS „Bondia” (AF-42)
- USS „Gordonia” (AF-43)
- USS „Laurentia” (AF-44)
- USS „Lucidor” (AF-45)
- USS „Octavia” (AF-46)
- USS „Valentine” (AF-47)
- USS „Alstede” (AF-48)
- USS „Zelima” (AF-49)
- USNS „Bald Eagle” (T-AF-50)
- USNS „Blue Jacket” (T-AF-51)
- USNS „Golden Eagle” (T-AF-52)
- USNS „Grommet Reefer” (T-AF-53)
- USS „Pictor” (AF-54)
- USS „Aludra” (AF-55)
- USS „Denebola” (AF-56)
- USS „Regulus” (AF-57)
- USS „Rigel” (AF-58)
- USS „Vega” (AF-59)
- USS „Sirius” (AF-60)
- USS „Procyon” (AF-61)
- USS „Bellatrix” (AF-62)
- USNS „Asterion” (T-AF-63)
- USNS „Perseus” (T-AF-64)

## Combat Stores Ships (AFS, T-AFS)
transportowce zaopatrzenia wojennego
- USS „Mars” (AFS-1)
- USS „Sylvania” (AFS-2)
- USS „Niagara Falls” (AFS-3)
- USS „White Plains” (AFS-4)
- USS „Concord” (AFS-5)
- USS „San Diego” (AFS-6)
- USS „San Jose” (AFS-7)
- USNS „Sirius” (T-AFS-8)
- USNS „Spica” (T-AFS-9)
- USNS „Saturn” (T-AFS-10)

## Miscellaneous Ships (AG, T-AG)
okręty pomocnicze
- USS „Hannibal” (AG-1)
- USS „Bushnell” (AS-2)(inne języki)
- USS „Nanshan” (AG-3)
- USS „Saturn” (AG-4)
- USS „General Alava” (AG-5)
- USS „Dubuque” (AG-6)
- USS „Paducah” (AG-7)
- USS „Mahanna” (AG-8)
- USS „Great Northern” (AG-9)
- USS „Antares” (AG-10)
- USS „Procyon” (AG-11)
- USS „Gold Star” (AG-12)
- USS „Pensecola” (AG-13)
- USS „Abarenda” (AG-14)
- USS „Ajax” (AG-15)(inne języki)
- USS „Utah” (AG-16)
- USS „Wyoming” (AG-17)
- USS „Stoddert” (AG-18)
- USS „Boggs” (AG-19)
- USS „Kilty” (AG-20)
- USS „Lamberton” (AG-21)
- USS „Radford” (AG-22)
- USS „Sequoia” (AG-23)
- USS „Semmes” (AG-24)
- USS „Potomac” (AG-25)
- USS „Cuyahoga” (AG-26)
- USS „Robert L. Barnes” (AG-27)
- USS „Manley” (AG-28)
- USS „Bear” (AG-29)
- USS „Bowditch” (AG-30)
- USS „Argonne” (AG-31)
- USS „Sumner” (AG-32)
- USS „Kaula” (AG-33)
- USS „Alcor” (AG-34)
- USS „Calypso” (AG-35)
- USS „Manasquan” (AG-36)
- USS „Manomet” (AG-37)
- USS „Mantinicus” (AG-38)
- USS „Menemsha” (AG-39)
- USS „Monomoy” (AG-40)
- USS „Midway” (AG-41)
- USS „Camanga” (AG-42)
- USS „Majaba” (AG-43)
- USS „Malanao” (AG-44)
- USS „Taganak” (AG-45)
- USS „Tuluran” (AG-46)
- USS „Manhasset” (AG-47)
- USS „Muskeget” (AG-48)
- USS „Anacapa” (AG-49)
- USS „Kopara” (AG-50)
- USS „Besboro” (AG-66)
- USS „Antaeus” (AG-67)
- USS „Basilan” (AG-68)
- USS „Burias” (AG-69)
- USS „Zaniah” (AG-70)
- USS „Baham” (AG-71)
- USS „Parris Island” (AG-72)
- USS „Belle Isle” (AG-73)
- USS „Coasters Harbor” (AG-74)
- USS „Cuttyhunk Island” (AG-75)
- USS „Avery Island” (AG-76)
- USS „Indian Island” (AG-77)
- USS „Kent Island” (AG-78)
- USS „San Clemente „ (AG-79)
- USS „DuPont” (AG-80)
- USS „J. Fred Talbot” (AG-81)
- USS „Schenck” (AG-82)
- USS „Kennison” (AG-83)
- USS „Hatfield” (AG-84)
- USS „Fox” (AG-85)
- USS „Bulmer” (AG-86)
- USS „MacLeish” (AG-87)
- USS „Burton Island” (AG-88)
- USS „Edisto” (AG-89)
- USS „Atka” (AG-90)
- USS „Dahlgren” (AG-91)
- USS „Gwinnett” (AG-92)
- USS „Nicollet” (AG-93)
- USS „Pontotoc” (AG-94)
- USS „Litchfield” (AG-95)
- USNS „Hayes” (T-AG-95)
- USS „Broome” (AG-96)
- USS „Simpson” (AG-97)
- USS „Ramsay” (AG-98)
- USS „Preble” (AG-99)
- USS „Sicard” (AG-100)
- USS „Pruitt” (AG-101)
- USS „Babbitt” (AG-102)
- USS „Upshur” (AG-103)
- USS „Elliot” (AG-104)
- USS „Hogan” (AG-105)
- USS „Howard” (AG-106)
- USS „Stansbury” (AG-107)
- USS „Chandler” (AG-108)
- USS „Zane” (AG-109)
- USS „Trever” (AG-110)
- USS „Hamilton” (AG-111)
- USS „Breckinridge” (AG-112)
- USS „Barney” (AG-113)
- USS „Biddle” (AG-114)
- USS „Ellis „ (AG-115)
- USS „Cole” (AG-116)
- USS „Whipple” (AG-117)
- USS „McCormick” (AG-118)
- USS „John D. Ford” (AG-119)
- USS „Paul Jones” (AG-120)
- USS „Humbolt” (AG-121)
- USS „Matagorda” (AG-122)
- USS „Rockaway” (AG-123)
- USS „Maumee” (AG-124)
- USS „Patoka” (AG-125)
- USS „McDougal” (AG-126)
- USS „Winslow” (AG-127)
- USS „Mississippi” (AG-128)
- USS „Whitewood” (AG-129)
- USS „Camano” (AG-130)
- USS „Deal” (AG-131)
- USS „Elba” (AG-132)
- USS „Errol” (AG-133)
- USS „Estero” (AG-134)
- USS „Jekyl” (AG-135)
- USS „Rogue” (AG-137)
- USS „Ryer” (AG-138)
- USS „Sharps” (AG-139)
- USS „Whidbey” (AG-141)
- USS „Nashawena” (AG-142)
- USS „Mark” (AG-143)
- USS „Hewell” (AG-145)
- USS „Electron” (AG-146)
- USS „Proton” (AG-147)
- USS „Colington” (AG-148)
- USS „League Island” (AG-149)
- USS „Chimon „ (AG-150)
- USS „Richard E. Kraus „ (AG-151)
- USS „Timmerman” (AG-152)
- USS „Compass Island” (E-AG-153)
- USS „Observation Island” (E-AG-154)
- USS „King Tracker” (AG-157)
- USS „Oxford” (AG-159)
- USNS „Range Tracker” (T-AG-160)
- USNS „Range Recoverer” (T-AG-161)
- USNS „Mission Capistrano” (T-AG-162)
- USS „Glover” (AGER-163)
- USNS „Kingsport” (T-AG-164)
- USS „Georgetown” (AG-165)
- USS „Jamestown” (AG-166)
- USS „Belmont” (AG-167)
- USS „Liberty” (AG-168)
- USNS „Pvt. Jose F. Valdez” (T-AG-169)
- USNS „Lt. James E. Robinson” (T-AG-170)
- USNS „Sgt. Joseph E. Muller” (T-AG-171)
- USNS „Phoenix” (T-AG-172)
- USNS „Provo” (T-AG-173)
- USNS „Cheyenne” (T-AG-174)
- USNS „Sgt. Curtis F. Shoup” (T-AG-175)
- USS „Peregrine” (AG-176)
- USNS „Shearwater” (T-AG-178)
- USNS „Flyer” (T-AG-179)
- USNS „Antioch” (T-AG-180)
- USNS „Adelphi” (T-AG-181)
- USNS „Lynn” (T-AG-182)
- USNS „Milford” (T-AG-187)
- USNS „Rollins” (T-AG-189)
- USNS „Spokane” (T-AG-191)
- USNS „S P Lee” (T-AG-192)
- USNS „Glomar Explorer” (T-AG-193)
- USNS „Vanguard” (T-AG-194)
- USNS „Hayes” (T-AG-195)
- USS „Hunting” (E-AG-398)
- USS „Alacrity” (AG-520)
- USS „Assurance” (AG-521)

## Icebreakers (AGB)
lodołamacze
- USS „Burton Island” (AGB-1)
- USS „Edisto” (AGB-2)
- USS „Atka” (AGB-3)
- USS „Glacier” (AGB-4)
- USS „Staten Island” (AGB-5)

## Deep Submergence Support Ship (T-AGDS)
okręt wspierający głębokie nurkowania
- USNS „Point Loma” (T-AGDS-2)

## Hydrofoil Research Ship (AGEH)
okręt badawczy wodolotów
- USS „Plainview” (AGEH-1)

## Environmental Research Ships (AGER)
ekologiczne okręty badawcze
- USS „Banner” (AGER-1)
- USS „Pueblo” (AGER-2)
- USS „Palm Beach” (AGER-3)
- USS „Glover” (AGER-158)
- USS „Glover” (AGER-163)

## Command Ships (AGF)
okręty dowodzenia
- USS „Valcour” (AGF-1)
- USS „LaSalle” (AGF-3)
- USS „Coronado” (AGF-11)

## Missile Range Instrumentation Ships (T-AGM)
okręty do śledzenia lotu rakiet
- USNS „Range Tracker” (T-AGM-1)
- USNS „Range Recoverer” (T-AGM-2)
- USNS „Longview” (T-AGM-3)
- USNS „Richfield” (T-AGM-4)
- USNS „Sunnyvale” (T-AGM-5)
- USNS „Watertown” (T-AGM-6)
- USNS „Huntsville” (T-AGM-7)
- USNS „Wheeling” (T-AGM-8)
- USNS „General H H Arnold” (T-AGM-9)
- USNS „General Hoyt S Vandenberg” (T-AGM-10)
- USNS „Twin Falls” (T-AGM-11)
- USNS „American Mariner” (T-AGM-12)
- USNS „Sword Knot” (T-AGM-13)
- USNS „Rose Knot” (T-AGM-14)
- USNS „Coastal Sentry” (T-AGM-15)
- USNS „Coastal Crusader” (T-AGM-16)
- USNS „Timber Hitch” (T-AGM-17)
- USNS „Sampan Hitch” (T-AGM-18)
- USNS „Vanguard” (T-AGM-19)
- USNS „Redstone” (T-AGM-20)
- USNS „Mercury” (T-AGM-21)
- USNS „Range Sentinel” (T-AGM-22)
- USNS „Observation Island” (T-AGM-23)
- USNS „Invincible” (T-AGM-24)

## Major Communications Relay Ships (AGMR)
radiowe okręty transmisyjne
- USS „Annapolis” (AGMR-1)
- USS „Arlington” (AGMR-2)

## Oceanographic Research Ships (T-AGOR)
okręty oceanograficzne
- USNS „Josiah Willard Gibbs” (T-AGOR-1)
- T-AGOR-2 zbudowano dla Norwegii
- USNS „Robert D. Conrad” (T-AGOR-3)
- USNS „James M. Gilliss” (T-AGOR-4)
- USNS „Charles H. Davis” (T-AGOR-5)
- USNS „Sands” (T-AGOR-6)
- USNS „Lynch” (T-AGOR-7)
- USNS „Eltanin” (T-AGOR-8)
- USNS „Thomas G. Thompson” (T-AGOR-9)
- USNS „Thomas Washington” (T-AGOR-10)
- USNS „Mizar” (T-AGOR-11)
- USNS „De Steiguer” (T-AGOR-12)
- USNS „Bartlett” (T-AGOR-13)
- USNS „Melville” (T-AGOR-14)
- USNS „Knorr” (T-AGOR-15)
- USNS „Hayes” (T-AGOR-16)
- USNS „Chain” (T-AGOR-17)
- USNS „R/V Argo” (T-AGOR-18)
- USNS „Thomas G. Thompson” (T-AGOR-23)
- USNS „Roger Revelle” (T-AGOR-24)
- USNS „T-AGOR-25 Atlantis „ (T-AGOR-25)

## Ocean Surveillance Ships (T-AGOS)
oceaniczne okręty obserwacyjno-wywiadowcze
- USNS „Stalwart” (T-AGOS-1)
- USNS „Contender” (T-AGOS-2)
- USNS „Vindicator” (T-AGOS-3)
- USNS „Triumph” (T-AGOS-4)
- USNS „Assurance” (T-AGOS-5)
- USNS „Persistent” (T-AGOS-6)
- USNS „Indomitable” (T-AGOS-7)
- USNS „Prevail” (T-AGOS-8)
- USNS „Assertive” (T-AGOS-9)
- USNS „Invincible” (T-AGOS-10)
- USNS „Audacious” (T-AGOS-11)
- USNS „Bold” (T-AGOS-12)
- USNS „Adventurous” (T-AGOS-13)
- USNS „Worthy” (T-AGOS-14)
- USNS „Titan” (T-AGOS-15)
- USNS „Capable” (T-AGOS-16)
- USNS „Tenacious” (T-AGOS-17)
- USNS „Relentless” (T-AGOS-18)
- USNS „Victorious” (T-AGOS-19)
- USNS „Able” (T-AGOS-20)
- USNS „Effective” (T-AGOS-21)
- USNS „Loyal” (T-AGOS-22)
- USNS „Impeccable” (T-AGOS-23)

## Radar Picket Ships (AGR)
okręty radarowe
- USS „Guardian” (AGR-1)
- USS „Lookout” (AGR-2)
- USS „Skywatcher” (AGR-3)
- USS „Searcher” (AGR-4)
- USS „Scanner” (AGR-5)
- USS „Locator” (AGR-6)
- USS „Picket” (AGR-7)
- USS „Interceptor” (AGR-8)
- USS „Investigator” (AGR-9)
- USS „Outpost” (AGR-10)
- USS „Protector” (AGR-11)
- USS „Vigil” (AGR-12)
- USS „Interdictor” (AGR-13)
- USS „Interpreter” (AGR-14)
- USS „Interrupter” (AGR-15)
- USS „Watchman” (AGR-16)

## Motor Torpedo Boat Tenders (AGP)
tendry ścigaczy torpedowych
- USS „Niagara” (AGP-1)
- USS „Hilo” (AGP-2)
- USS „Jamestown” (AGP-3)
- USS „Portunus” (AGP-4)
- USS „Varuna” (AGP-5)
- USS „Oyster Bay” (AGP-6)
- USS „Mobjack” (AGP-7)
- USS „Wachapreague” (AGP-8)
- USS „Willoughby” (AGP-9)
- USS „Orestes” (AGP-10)
- USS „Silenus” (AGP-11)
- USS „Acontius” (AGP-12)
- USS „Cyrene” (AGP-13)
- USS „Alecto” (AGP-14)
- USS „Callisto” (AGP-15)
- USS „Antigone” (AGP-16)
- USS „Brontes” (AGP-17)
- USS „Chiron” (AGP-18)
- USS „Pontus” (AGP-20)
- USS „Garrett County” (AGP-786)
- USS „Harnett County” (AGP-821)
- USS „Hunterdon County” (AGP-838)
- USS „Graham County” (AGP-1176)

## Surveying Ships (AGS)
okręty obserwacyjno-wywiadowcze
- USS „Pathfinder” (AGS-1)
- USS „Hydrographer” (AGS-2)
- USS „Oceanographer” (AGS-3)
- USS „Bowditch” (AGS-4)
- USS „Sumner” (AGS-5)
- USS „Derickson” (AGS-6)
- USS „Littlehales” (AGS-7)
- USS „Dutton” (AGS-8)
- USS „Amistead Rust” (AGS-9)
- USS „John Blish” (AGS-10)
- USS „Chauvenet” (AGS-11)
- USS „Harkness” (AGS-12)
- USS „James M. Gillis” (AGS-13)
- USS „Simon Newcomb” (AGS-14)
- USS „Tanner” (AGS-15)
- USS „Maury” (AGS-16)
- USS „Pursuit” (AGS-17)
- USS „Requisite” (AGS-18)
- USS „Sheldrake” (AGS-19)
- USS „Prevail” (AGS-20)
- USNS „Bowditch” (T-AGS-21)
- USNS „Dutton” (T-AGS-22)
- USNS „Michelson” (T-AGS-23)
- USS „Seranno” (AGS-24)
- USNS „Kellar” (T-AGS-25)
- USNS „Silas Bent” (T-AGS-26)
- USNS „Elisha Kent Kane” (T-AGS-27)
- USS „Towhee” (AGS-28)
- USNS „Chauvenet” (T-AGS-29)
- USS „San Pablo” (AGS-30)
- USNS „S. P. Lee” (T-AGS-31)
- USNS „Harkness” (T-AGS-32)
- USNS „Wilkes” (T-AGS-33)
- USNS „Wyman” (T-AGS-34)
- USNS „Sgt. George D. Keathley” (T-AGS-35)
- USS „Coastal Crusader” (AGS-36)
- USS „Twin Falls” (AGS-37)
- USNS „H. H. Hess” (T-AGS-38)
- USNS „Maury” (T-AGS-39)
- USNS „Tanner” (T-AGS-40)
- USNS „Waters” (T-AGS-45)
- USS „Rehoboth” (AGS-50)
- USNS „John McDonnell” (T-AGS-51)
- USNS „Littlehales” (T-AGS-52)
- USNS „Pathfinder” (T-AGS-60)
- USNS „Sumner” (T-AGS-61)
- USNS „Bowditch” (T-AGS-62)
- USNS „Henson” (T-AGS-63)
- USNS „Bruce E. Heezen” (T-AGS-64)
- USNS „Mary Sears” (T-AGS-65)

## Coastal Survey Ships (AGSC)
przybrzeżne okręty poszukiwawcze
- USS „Dutton” (AGSC-8)
- USS „John Blish” (AGSC-10)
- USS „Harkness” (AGSC-12)
- USS „James M. Gillis” (AGSC-13)
- USS „Simon Newcomb” (AGSC-14)
- USS „Littlehales” (AGSC-15)

## Technial Research Ships (AGTR)
techniczne okręty badawcze
- USS „Oxford” (AGTR-1)
- USS „Georgetown” (AGTR-2)
- USS „Jamestown” (AGTR-3)
- USS „Belmont” (AGTR-4)
- USS „Liberty” (AGTR-5)

## Hospital Ships (AH)
okręty szpitalne
- USS „Relief” (AH-1)
- USS „Solace” (AH-2)
- USS „Comfort” (AH-3)
- USS „Mercy” (AH-4)
- USS „Solace” (AH-5)
- USS „Comfort” (AH-6)
- USS „Hope” (AH-7)
- USS „Mercy” (AH-8)
- USS „Bountiful” (AH-9)
- USS „Samaritan” (AH-10)
- USS „Refuge” (AH-11)
- USS „Haven” (AH-12)
- USS „Benevolence” (AH-13)
- USS „Tranquility” (AH-14)
- USS „Consolation” (AH-15)
- USS „Repose” (AH-16)
- USS „Sanctuary” (AH-17)
- USS „Rescue” (AH-18)
- USNS „Mercy” (T-AH-19)
- USNS „Comfort” (T-AH-20)

## Dry Cargo Ships (AK, T-AK)
okręty wyposażone w suchy dok
- USS „Houston” (AK-1)
- USS „Kittery” (AK-2)
- USS „Newport News” (AK-3)
- USS „Bath” (AK-4)
- USS „Gulfport” (AK-5)
- USS „Beaufort” (AK-6)
- USS „Pensacola” (AK-7)
- USS „Astoria” (AK-8)
- USS „Long Beach” (AK-9)
- USS „Quincy” (AK-10)
- USS „Robert L. Barnes” (AK-11)
- USS „Arcturus” (AK-12)
- USS „Capella” (AK-13)
- USS „Regulus” (AK-14)
- USS „Sirius” (AK-15)
- USS „Spica” (AK-16)
- USS „Vega” (AK-17)
- USS „Arcturus” (AK-18)
- USS „Procyon” (AK-19)
- USS „Bellatrix” (AK-20)
- USS „Electra” (AK-21)
- USS „Fomalhaut” (AK-22)
- USS „Alchiba” (AK-23)
- USS „Alcyone” (AK-24)
- USS „Algorab” (AK-25)
- USS „Alhena” (AK-26)
- USS „Almaack” (AK-27)
- USS „Betelgeuse” (AK-28)
- USS „Delta” (AK-29)
- USS „Hamul” (AK-30)
- USS „Markab” (AK-31)
- USS „Hercules” (AK-41)
- USS „Mercury” (AK-42)
- USS „Jupiter” (AK-43)
- USS „Aroostook” (AK-44)
- USS „Stratford” (AK-45)
- USS „Pleiades” (AK-46)
- USS „Aquila” (AK-47)
- USS „Pegasus” (AK-48)
- USS „Saturn” (AK-49)
- USS „Aries” (AK-51)
- USS „Matinicus” (AK-52)
- USS „Libra” (AK-53)
- USS „Titana” (AK-55)
- USS „Oberon” (AK-56)
- USS „Kopara” (AK-62)
- USS „Asterion” (AK-63)
- USS „Aquarius” (AK-65)
- USS „Andromeda” (AK-66)
- USS „Crater” (AK-70)
- USS „Adhara” (AK-71)
- USS „Aludra” (AK-72)
- USS „Arided” (AK-73)
- USS „Carina” (AK-74)
- USS „Cassiopeia” (AK-75)
- USS „Celeno” (AK-76)
- USS „Cetus” (AK-77)
- USS „Deimos” (AK-78)
- USS „Draco” (AK-79)
- USS „Enceladus” (AK-80)
- USS „Europa” (AK-81)
- USS „Hydra” (AK-82)
- USS „Media” (AK-83)
- USS „Mira” (AK-84)
- USS „Nashira” (AK-85)
- USS „Norma” (AK-86)
- USNS „Sagitta” (T-AK-87)
- USS „Tucana” (AK-88)
- USS „Vela” (AK-89)
- USS „Albireo” (AK-90)
- USS „Cor Caroli” (AK-91)
- USS „Eridanus” (AK-92)
- USS „Etamin” (AK-93)
- USS „Mintaka” (AK-94)
- USS „Murzim” (AK-95)
- USS „Sterope” (AK-96)
- USS „Serpens” (AK-97)
- USS „Auriga” (AK-98)
- USS „Bootes” (AK-99)
- USS „Lynx” (AK-100)
- USS „Lyra” (AK-101) – USS „Atik” (AK-101) został zatopiony przez U-123 mniej niż miesiąc po włączeniu do służby
- USS „Triangulum” (AK-102)
- USS „Sculptor” (AK-103)
- USS „Ganymede” (AK-104)
- USS „Naos” (AK-105)
- USS „Caelum” (AK-106)
- USS „Hyperion” (AK-107)
- USS „Rotanin” (AK-108)
- USS „Allioth” (AK-109)
- USS „Alkes” (AK-110)
- USS „Giansar” (AK-111)
- USS „Grumium” (AK-112)
- USS „Rutilicus” (AK-113)
- USS „Alkaid” (AK-114)
- USS „Crux” (AK-115)
- USS „Alderamin” (AK-116)
- USS „Zaurak” (AK-117)
- USS „Shaula” (AK-118)
- USS „Matar” (AK-119)
- USS „Zaniah” (AK-120)
- USS „Sabik” (AK-121)
- USS „Baham” (AK-122)
- USS „Menkar” (AK-123)
- USS „Azimech” (AK-124)
- USS „Lesuth” (AK-125)
- USS „Megrez” (AK-126)
- USS „Alnitah” (AK-127)
- USS „Leonis” (AK-128)
- USS „Phobos” (AK-129)
- USS „Arkab” (AK-130)
- USS „Melucta” (AK-131)
- USS „Propus” (AK-132)
- USS „Seginus” (AK-133)
- USS „Syrma” (AK-134)
- USS „Venus” (AK-135)
- USS „Ara” (AK-136)
- USS „Ascella” (AK-137)
- USS „Cheleb” (AK-138)
- USS „Pavo” (AK-139)
- USS „Situla” (AK-140)
- USS „Alamosa” (AK-156)
- USS „Alcona” (AK-157)
- USS „Amador” (AK-158)
- USS „Antrim” (AK-159)
- USS „Autauga” (AK-160)
- USS „Beaverhead” (AK-161)
- USS „Beltrami” (AK-162)
- USS „Blount” (AK-163)
- USS „Brevard” (AK-164)
- USS „Bullock” (AK-165)
- USS „Cabell” (AK-166)
- USS „Caledonia” (AK-167)
- USS „Charlevoix” (AK-168)
- USS „Chatham” (AK-169)
- USS „Chicot” (AK-170)
- USS „Claiborne” (AK-171)
- USS „Clarion” (AK-172)
- USS „Codington” (AK-173)
- USS „Colquitt” (AK-174)
- USS „Craighead” (AK-175)
- USS „Dodridge” (AK-176) – anulowany 16 sierpnia 1945
- USS „Duval” (AK-177) – anulowany 16 August 1945
- USS „Fairfield” (AK-178)
- USS „Faribault” (AK-179)
- USS „Fentress” (AK-180)
- USS „Flagler” (AK-181)
- USS „Gadsen” (AK-182)
- USS „Glacier” (AK-183)
- USS „Grainger” (AK-184)
- USS „Gwinnett” (AK-185)
- USS „Habersham” (AK-186)
- USS „Hennepin” (AK-187)
- USS „Herkimer” (AK-188)
- USS „Hidalgo” (AK-189)
- USS „Kenosha” (AK-190)
- USS „Lebanon” (AK-191)
- USS „Lehigh” (AK-192)
- USS „Lancaster” (AK-193)
- USS „Marengo” (AK-194)
- USS „Midland” (AK-195)
- USS „Minidoka” (AK-196)
- USS „Muscatine” (AK-197)
- USS „Muskingum” (AK-198)
- USS „Nicollet” (AK-199)
- USS „Pembina” (AK-200)
- USS „Pemiscot” (AK-201)
- USS „Pinellas” (AK-202)
- USS „Pipestone” (AK-203)
- USS „Pitkin” (AK-204)
- USS „Poinsett” (AK-205)
- USS „Pontotoc” (AK-206)
- USS „Richland” (AK-207)
- USS „Rockdale” (AK-208)
- USS „Schuyler” (AK-209)
- USS „Screven” (AK-210)
- USS „Sebastian” (AK-211)
- USS „Somerset” (AK-212)
- USS „Sussex” (AK-213)
- USS „Tarrant” (AK-214)
- USS „Tipton” (AK-215)
- USS „Traverse” (AK-216) – anulowany w sierpniu 1945
- USS „Tulare” (AK-217) – anulowany w sierpniu 1945
- USS „Washtenaw” (AK-218)
- USS „Westchester” (AK-219) – anulowany w sierpniu 1945
- USS „Wexford” (AK-220)
- USS „Kenmore” (AK-221)
- USS „Livingston” (AK-222)
- USS „De Grasse” (AK-223)
- USS „Prince Georges” (AK-224)
- USS „Allegan” (AK-225)
- USS „Appanoose” (AK-226)
- USS „Boulder Victory” (AK-227)
- USS „Provo Victory” (AK-228)
- USS „Las Vegas Victory” (AK-229)
- USS „Manderson Victory” (AK-230)
- USS „Bedford Victory” (AK-231)
- USS „Mayfield Victory” (AK-232)
- USS „Newcastle Victory” (AK-233)
- USS „Bucyrus Victory” (AK-234)
- USS „Red Oak Victory” (AK-235)
- USS „Lakewood Victory” (AK-236)
- USNS „Greenville Victory” (T-AK-237)
- USNS „Haiti Victory” (T-AK-238)
- USNS „Kingsport Victory” (T-AK-239)
- USNS „Pvt. John R. Towle” (T-AK-240)
- USNS „Pvt. Francis A. McGraw” (T-AK-241)
- USNS „Sgt. Andrew Miller” (T-AK-242)
- USNS „Sgt. Archer T. Gammon” (T-AK-243)
- USNS „Sgt. Morris E. Crain” (T-AK-244)
- USNS „Capt. Arlo L. Olson” (T-AK-245)
- USNS „Col. William J. O’Brien” (T-AK-246)
- USNS „Pvt. John F. Thorson” (T-AK-247)
- USNS „Sgt. George Peterson” (T-AK-248)
- USNS „Short Splice” (T-AK-249)
- USNS „Pvt. Frank J. Petrarca” (T-AK-250)
- USNS „LT. George W. G. Boyce” (T-AK-251)
- USNS „LT. Robert Craig” (T-AK-252)
- USNS „Pvt. Joe E. Mann” (T-AK-253)
- USNS „Sgt. Truman Kimbro” (T-AK-254)
- USNS „Pvt. Leonard C. Brostrom” (T-AK-255)
- USS „Altair” (AK-257)
- USS „Antares” (AK-258)
- USS „Alcor” (AK-259)
- USS „Betelgeuse” (AK-260)
- USS „Alchiba” (AK-261)
- USS „Algorab” (AK-262)
- USS „Aquarius” (AK-263)
- USS „Centaurus” (AK-264)
- USS „Cepheus” (AK-265)
- USS „Serpens” (AK-266)
- USNS „Marine Fiddler” (T-AK-267)
- USNS „Comet” (T-AK-269)
- USNS „Eltanin” (T-AK-270)
- USNS „Mirfak” (T-AK-271)
- USNS „Mizar” (T-AK-272)
- USNS „Taurus” (T-AK-273)
- USNS „LT. James E. Robinson” (T-AK-274)
- USNS „PVT. Joseph F. Merrell” (T-AK-275)
- USNS „SGT. Jack J. Pendelton” (T-AK-276)
- USNS „Schuyler Otis Bland” (T-AK-277)
- USNS „Norwalk” (T-AK-279)
- USNS „Furman” (T-AK-280)
- USNS „Victoria” (T-AK-281)
- USNS „Marshfield” (T-AK-282)
- USNS „Wyandot” (T-AK-283)
- USNS „Northern Light” (T-AK-284)
- USNS „Southern Cross” (T-AK-285)
- USNS „Vega” (T-AK-286)
- USNS „Algol” (T-AK-287)
- USNS „Bellatrix” (T-AK-288)
- USNS „Denebola” (T-AK-289)
- USNS „Pollux” (T-AK-290)
- USNS „Altair” (T-AK-291)
- USNS „Regulus” (T-AK-292)
- USNS „Capella” (T-AK-293)
- USNS „Antares” (T-AK-294)
- USNS „Merlin” (T-AK-323)
- USNS „Cleveland” (T-AK-851)
- USNS „Austral Rainbow” (T-AK-1005)
- USNS „Cape Nome” (T-AK-1014)
- USNS „Pioneer Commander” (T-AK-2016)
- USNS „Pioneer Contractor” (T-AK-2018)
- USNS „Pioneer Crusader” (T-AK-2019)
- USNS „Buyer” (T-AK-2033)
- USS „Gulf Shipper” (T-AK-2035)
- USNS „Gulf Trader” (T-AK-2036)
- SS „Cape Gireadeau” (T-AK-2039)
- USNS „Green Valley” (T-AK-2049)
- USNS „Green Wave” (T-AK-2050)
- USNS „American Cormorant” (T-AK-2062)
- USNS „Green Harbour” (T-AK-2064)
- MV „Cpl Louis J. Hauge Jr.” (T-AK-3000)
- MV „PFC William B. Baugh” (T-AK-3001)
- MV „PFC James Anderson Junior” (T-AK-3002)
- MV „1st Lt Alex Bonnyman” (T-AK-3003)
- MV „PVT Franklin J. Phillips” (T-AK-3004)
- SS „Sgt Matej Kocak” (T-AK-3005)
- SS „PFC Eugene A. Obregon” (T-AK-3006)
- SS „Maj Stephen W. Pless” (T-AK-3007)
- MV „2nd Lt John P. Bobo” (T-AK-3008)
- MV „PFC Dewayne T. Williams” (T-AK-3009)
- MV „1st Lt Baldomero Lopez” (T-AK-3010)
- MV „1st Lt Jack Lummus” (T-AK-3011)
- MV „Sgt William R. Button” (T-AK 3012)
- USNS „1st Lt Harry L. Martin” (T-AK-3015)
- USNS „LCpl Roy M. Wheat” (T-AK-3016)
- USNS „GySgt Fred W. Stockham” (T-AK-3017)
- MV „Capt Stephen L. Bennett” (T-AK-4296)
- MV „Maj Bernard F. Fisher” (T-AK-4396)
- MV „Lt John U. D. Page” (T-AK-4496)
- MV „SSgt Edward A. Carter Jr.” (T-AK-4544)
- MV „A1C William H. Pitsenbarger” (T-AK-4638)
- USNS „ American Tern” (T-AK-4729)
- USNS „ Cape Adventurer” (T-AK-5005)
- USNS „Cape Aide” (T-AK-5006)
- USNS „Cape Ambassador” (T-AK-5007)
- USNS „Banner” (T-AK-5008)
- USNS „Cape Ann” (T-AK-5009)
- USNS „Cape Alexander” (T-AK-5010)
- USNS „Cape Archway” (T-AK-5011)
- USNS „Cape Alava” (T-AK-5012)
- USNS „Cape Avinoff” (T-AK-5013)
- USNS „Cape Agent” (T-AK-5015)
- USNS „Lake” (T-AK-5016)
- USNS „Pride” (T-AK-5017)
- USNS „Scan” (T-AK-5018)
- USNS „Courier” (T-AK-5019)
- USNS „Cape John” (T-AK-5022)
- USNS „Del Viento” (T-AK-5026)
- SS „Cape Jacob” (T-AK-5029)
- USNS „Cape Chalmers” (T-AK-5036)
- USNS „Cape Canso” (T-AK-5037)
- USNS „Cape Charles” (T-AK-5038)
- USNS „Cape Clear” (T-AK-5039)
- USNS „Cape Canaveral” (T-AK-5040)
- USNS „Cape Cod” (T-AK-5041)
- USNS „Cape Carthage” (T-AK-5042)
- USNS „Cape Catoche” (T-AK-5043)
- USNS „Gulf Banker” (T-AK-5044)
- USNS „Gulf Farmer” (T-AK-5045)
- USNS „Gulf Merchant” (T-AK-5046)
- USNS „Del Monte” (T-AK-5049)
- USNS „Del Valle” (T-AK-5050)
- SS „Cape Gibson” (T-AK 5051)
- USNS „Cape Breton” (T-AK-5056)
- USNS „Cape Bover” (T-AK-5057)
- USNS „Cape Borda” (T-AK-5058)
- SS „Enterprise” (T-AK-5059)
- USNS „Cape Blanco” (T-AK-5060)
- SS „Cape Fear” (T-AK-5061)
- USNS „Cape Flattery” (T-AK-5070)
- SS „Cape Florida” (T-AK-5071)
- SS „Cape Farewell” (T-AK-5073)
- USNS „Cape Catawba” (T-AK-5074)
- SS „Cape Johnson” (T-AK-5075)
- SS „Cape Juby” (T-AK-5077)
- USNS „LTC Calvin P. Titus” (T-AK-5089)
- USNS „SP5 Eric C. Gibson” (T-AK-5091)
- USNS „Jeb Stuart” (T-AK-9204)
- USNS „Buffalo Soldier” (T-AK-9301)
- USNS „American Merlin” (T-AK-9302)
- USNS „American Kestrel” (T-AK-9651)
- USNS „Noble Star” (T-AK-9653)
- USNS „Green Ridge” (T-AK-9655)
- USNS „Advantage” (T-AK-9682)

## Cargo Ship Dock (T-AKD)
okręt transportowy wyposażony w dok
- USNS „Point Barrow” (T-AKD-1)

## Advanced Auxiliary Dry Cargo Ships (T-AKE)
zaawansowany pomocniczy okręt transportowy wyposażony w dok
- USNS „Lewis and Clark” (T-AKE-1)
- USNS „Sacagawea” (T-AKE-2)
- USNS „Alan Shepard” (T-AKE-3)

## Light Cargo Ships (AKL)
lekki okręt transportowy
- USS „Camano” (AKL-1)
- USS „Deal” (AKL-2)
- USS „Elba” (AKL-3)
- USS „Errol” (AKL-4)
- USS „Estero” (AKL-5)
- USS „Jekyl” (AKL-6)
- USS „Metomkin” (AKL-7)
- USS „Rogue” (AKL-8)
- USS „Ryer” (AKL-9)
- USS „Sharps” (AKL-10)
- USS „Torry” (AKL-11)
- USS „Mark” (AKL-12)
- USNS „Tingles” (T-AKL-13)
- USS „Hewell” (AKL-14)
- USS „AKL-15”
- USS „AKL-16”
- USS „New Bedford” (AKL-17)
- USS „AKL-18”
- USS „AKL-19”
- USNS „T-AKL-20”
- USS „AKL-21”
- USS „AKL-22”
- USS „AKL-22”
- USS „AKL-24”
- USS „Banner” (AKL-25)
- USS „AKL-26”
- USNS „T-AKL-27”
- USS „Brule” (AKL-28)
- USS „AKL-29”
- USS „AKL-30”
- USS „AKL-31”
- USS „AKL-32”
- USS „AKL-33”
- USS „AKL-34”
- USS „AKL-35”
- USS „AKL-36”
- USS „Alcyone” (AKL-37)
- USS „Alhena” (AKL-38)
- USS „Almaack” (AKL-39)
- USS „Deimos” (AKL-40)
- USS „AKL-41”
- USS „Renate” (AKL-42)
- USS „AKL-43”
- USS „Pueblo „ (AKL-44)
- USS „Palm Beach” (AKL-45)
- USNS „Redbud” (T-AKL-398)

## Net Cargo Ships (AKN)
transportowiec sieci
- USS „Indus” (AKN-1)
- USS „Sagittarius” (AKN-2)
- USS „Tuscana” (AKN-3)
- USS „Keokuk” (AKN-4)
- USS „Zebra” (AKN-5)
- USS „Galilea” (AKN-6)

## Vehicle Cargo Ships (T-AKR)
transportowiec pojazdów
- SS „Comet” (T-AKR-7)
- SS „Meteor” (T-AKR-9)
- SS „Cape Island” (T-AKR-10)
- SS „Cape Intrepid” (T-AKR-11)
- MV „Cape Texas” (T-AKR-112)
- MV „Cape Taylor” (T-AKR-113)
- USNS „Algol” (T-AKR-287)
- USNS „Bellatrix” (T-AKR-288)
- USNS „Denebola” (T-AKR-289)
- USNS „Pollux” (T-AKR-290)
- USNS „Altair” (T-AKR-291)
- USNS „Regulus” (T-AKR-292)
- USNS „Capella” (T-AKR-293)
- USNS „Antares” (T-AKR-294)
- USNS „Shughart” (T-AKR-295)
- USNS „Gordon” (T-AKR-296)
- USNS „Yano” (T-AKR-297)
- USNS „Gilliland” (T-AKR-298)
- USNS „Soderman” (T-AKR-299)
- USNS „Bob Hope” (T-AKR-300)
- USNS „Fisher” (T-AKR-301)
- USNS „Seay” (T-AKR-302)
- USNS „Mendonca” (T-AKR-303)
- USNS „Pililaau” (T-AKR-304)
- USNS „Brittin” (T-AKR-305)
- USNS „Benavidez” (T-AKR-306)
- USNS „Watson” (T-AKR-310)
- USNS „Sisler” (T-AKR-311)
- USNS „Dahl” (T-AKR-312)
- USNS „Red Cloud” (T-AKR-313)
- USNS „Charlton” (T-AKR-314)
- USNS „Watkins” (T-AKR-315)
- USNS „Pomeroy” (T-AKR-316)
- USNS „Soderman” (T-AKR-317)
- GTS „Adm Wm M. Callaghan” (T-AKR-1001)
- SS „Cape Nome” (T-AKR-1014)
- MV „Cape Orlando” (T-AKR-2044)
- MV „Cape Ducato” (T-AKR-5051)
- MV „Cape Douglas” (T-AKR-5052)
- MV „Cape Domingo” (T-AKR-5053)
- MV „Cape Decision” (T-AKR-5054)
- MV „Cape Diamond” (T-AKR-5055)
- SS „Cape Isabel” (T-AKR-5062)
- MV „Cape May” (T-AKR-5063)
- SS „Cape Mendocino” (T-AKR-5064)
- SS „Cape Mohican” (T-AKR-5065)
- MV „Cape Hudson” (T-AKR-5066)
- MV „Cape Henry” (T-AKR-5067)
- MV „Cape Horn” (T-AKR-5068)
- MV „Cape Edmont” (T-AKR-5069)
- SS „Cape Flattery” (T-AKR-5070)
- SS „Cape Inscription” (T-AKR-5076)
- MV „Cape Lambert” (T-AKR-5077)
- MV „Cape Lobos” (T-AKR-5078)
- MV „Cape Knox” (T-AKR-5082)
- MV „Cape Kennedy” (T-AKR-5083)
- MV „Cape Vincent” (T-AKR-9666)
- MV „Cape Rise” (T-AKR-9678)
- MV „Cape Ray” (T-AKR-9679)
- MV „Cape Victory” (T-AKR-9701)
- MV „Cape Trinity” (T-AKR-9711)
- MV „Cape Race” (T-AKR-9960)
- MV „Cape Washington” (T-AKR-9961)
- MV „Cape Wrath” (T-AKR-9962)

## General Stores Issue Ships (AKS)
okręt zaopatrzeniowy ogólnego zastosowania
- USS „Castor” (AKS-1)
- USS „Pollux” (AKS-2)
- USS „Antares” (AKS-3)
- USS „Pollux” (AKS-4)
- USS „Acubens” (AKS-5)
- USS „Kochab” (AKS-6)
- USS „Luna” (AKS-7)
- USS „Tolita” (AKS-8)
- USS „Volans” (AKS-9)
- USS „Cybele” (AKS-10)
- USS „Gratia” (AKS-11)
- USS „Hecuba” (AKS-12)
- USS „Hesperia” (AKS-13)
- USS „Iolanda” (AKS-14)
- USS „Liguria” (AKS-15)
- USS „Blackford” (AKS-16)
- USS „Dorchester” (AKS-17)
- USS „Kingman” (AKS-18)
- USS „Presque Isle” (AKS-19)
- USS „Mercury” (AKS-20)
- USS „Belle Isle” (AKS-21)
- USS „Coasters Harbor” (AKS-22)
- USS „Cuttyhunk Island” (AKS-23)
- USS „Avery Island” (AKS-24)
- USS „Indian Island” (AKS-25)
- USS „Kent Island” (AKS-26)
- USS „Electron” (AKS-27)
- USS „Proton” (AKS-28)
- USS „Colington” (AKS-29)
- USS „League Island” (AKS-30)
- USS „Chimon” (AKS-31)
- USS „Altair” (AKS-32)
- USS „Antares” (AKS-33)

## Aircraft Transports (AKV, T-AKV)
transportowce samolotów
- USS „Kitty Hawk” (AKV-1)
- USS „Hammondsport” (AKV-2)
- USNS „LT. James E. Robinson” (T-AKV-3)
- USNS „Pvt Joseph F. Merrell” (T-AKV-4)
- USNS „Sgt Jack J. Pendelton” (T-AKV-5)
- USNS „Albert M Boe” (T-AKV-6)
- USNS „Cardinal O’Connell” (T-AKV-7)
- USS „Kula Gulf” (AKV-8)
- USS „Cape Gloucester” (AKV-9)
- USS „Salerno Bay” (AKV-10)
- USS „Vella Gulf” (AKV-11)
- USS „Siboney” (AKV-12)
- USS „Puget Sound” (AKV-13)
- USS „Rendova” (AKV-14)
- USS „Bairoko” (AKV-15)
- USS „Badoeng Strait” (AKV-16)
- USS „Saidor” (AKV-17)
- USS „Sicily” (AKV-18)
- USS „Point Cruz” (AKV-19)
- USS „Mindoro” (AKV-20)
- USS „Rabaul” (AKV-21)
- USS „Palau” (AKV-22)
- USS „Tinian” (AKV-23)
- USS „Nehenta Bay” (AKV-24)
- USS „Hoggatt Bay” (AKV-25)
- USS „Kadashan Bay” (AKV-26)
- USS „Marcus Island” (AKV-27)
- USS „Savo Island” (AKV-28)
- USS „Rudyerd Bay” (AKV-29)
- USS „Sitkoh Bay” (AKV-30)
- USS „Takanis Bay” (AKV-31)
- USS „Lunga Point” (AKV-32)
- USS „Hollandia” (AKV-33)
- USS „Kwajalein” (AKV-34)
- USS „Bougainville” (AKV-35)
- USS „Matanikau” (AKV-36)
- USS „Commencement Bay” (AKV-37)
- USS „Block Island” (AKV-38)
- USS „Gilbert Islands” (AKV-39)
- USS „Card” (AKV-40)
- USS „Core” (AKV-41)
- USS „Breton” (AKV-42)
- USS „Croatan” (AKV-43)

## Net Laying Ships (AN)
stawiacz zapór sieciowych
- USS „Monitor” (AN-1)
- USS „Montauk” (AN-2)
- USS „Osage” (AN-3)
- USS „Saugus” (AN-4)
- USS „Keokuk” (AN-5)
- USS „Aloe” (AN-6)
- USS „Ash” (AN-7)
- USS „Boxwood” (AN-8)
- USS „Butternut” (AN-9)
- USS „Catalpa” (AN-10)
- USS „Chestnut” (AN-11)
- USS „Cinchona” (AN-12)
- USS „Buckeye” (AN-13)
- USS „Buckthorn” (AN-14)
- USS „Ebony” (AN-15)
- USS „Eucalyptus” (AN-16)
- USS „Chinquapin” (AN-17)
- USS „Gum Tree” (AN-18)
- USS „Holly” (AN-19)
- USS „Elder” (AN-20)
- USS „Larch” (AN-21)
- USS „Locust” (AN-22)
- USS „Mahogany” (AN-23)
- USS „Mango” (AN-24)
- USS „Hackberry” (AN-25)
- USS „Mimosa” (AN-26)
- USS „Mulberry” (AN-27)
- USS „Palm” (AN-28)
- USS „Hazel” (AN-29)
- USS „Redwood” (AN-30)
- USS „Rosewood” (AN-31)
- USS „Sandalwood” (AN-32)
- USS „Nutmeg” (AN-33)
- USS „Teaberry” (AN-34)
- USS „Teak” (AN-35)
- USS „Pepperwood” (AN-36)
- USS „Yew” (AN-37)
- USS „Alianthus” (AN-38)
- USS „Bitterbush” (AN-39)
- USS „Anaqua” (AN-40)
- USS „Baretta” (AN-41)
- USS „Cliffrose” (AN-42)
- USS „Satinleaf” (AN-43)
- USS „Corkwood” (AN-44)
- USS „Cornel” (AN-45)
- USS „Mastic” (AN-46)
- USS „Canotia” (AN-47)
- USS „Lancewood” (AN-48)
- USS „Papaya” (AN-49)
- USS „Cinnamon” (AN-50)
- USS „Silverbell” (AN-51)
- USS „Snowbell” (AN-52)
- USS „Spicewood” (AN-53)
- USS „Manchineel” (AN-54)
- USS „Torchwood” (AN-55)
- USS „Winterberry” (AN-56)
- USS „Viburnum” (AN-57)
- USS „Abele” (AN-58)
- USS „Terebinth” (AN-59)
- USS „Catclaw” (AN-60)
- USS „Chinaberry” (AN-61)
- USS „Hoptree” (AN-62)
- USS „Whitewood” (AN-63)
- USS „Palo Blanco” (AN-64)
- USS „Palo Verde” (AN-65)
- USS „Pinon” (AN-66)
- USS „Shellbark” (AN-67)
- USS „Silverleaf” (AN-68)
- USS „Stagbush” (AN-69)
- USS „Allthorn” (AN-70)
- USS „AN-71”
- USS „Yaupon” (AN-72)
- AN-73 do AN-77 przekazane W.Brytanii w ramach programu lend-lease
- USS „Cohoes” (AN-78)
- USS „Etlah” (AN-79)
- USS „Suncook” (AN-80)
- USS „Manayunk” (AN-81)
- USS „Marietta” (AN-82)
- USS „Nahant” (AN-83)
- USS „Naubuc” (AN-84)
- USS „Oneota” (AN-85)
- USS „Passaconaway” (AN-86)
- USS „Passaic” (AN-87)
- USS „Shakamaxon” (AN-88)
- USS „Tonawanda” (AN-89)
- USS „Tunxis” (AN-90)
- USS „Waxsaw” (AN-91)
- USS „Yazoo” (AN-92)

## Fleet Replenishment Oilers (AO, T-AO)
transportowce zaopatrzenia paliwowego
- USS „Kanawha” (AO-1)
- USS „Maumee” (AO-2)
- USS „Cuyama” (AO-3)
- USS „Brazos” (AO-4)
- USS „Neches” (AO-5)
- USS „Pecos” (AO-6)
- USS „Arethusa” (AO-7)
- USS „Sara Thompson” (AO-8)
- USS „Patoka” (AO-9)
- USS „Alameda” (AO-10)
- USS „Sapelo” (AO-11)
- USS „Ramapo” (AO-12)
- USS „Trinity” (AO-13)
- USS „Robert L Barnes” (AO-14)
- USS „Kaweah” (AO-15)
- USS „Laramie” (AO-16)
- USS „Mattole” (AO-17)
- USS „Rapidan” (AO-18)
- USS „Salinas” (AO-19)
- USS „Sepulga” (AO-20)
- USS „Tippecanoe” (AO-21)
- USS „Cimarron” (AO-22)
- USS „Neosho” (AO-23)
- USS „Platte” (AO-24)
- USS „Sabine” (AO-25)
- USS „Salamonie” (AO-26)
- USS „Kaskaskia” (AO-27)
- USS „Sangamon” (AO-28)
- USS „Santee” (AO-29)
- USS „Chemung” (AO-30)
- USS „Chanango” (AO-31)
- USS „Guadalupe” (AO-32)
- USS „Suwannee” (AO-33)
- USS „Chicopee” (AO-34)
- USS „Housatonic” (AO-35)
- USS „Kennebec” (AO-36)
- USS „Merrimack” (AO-37)
- USS „Winooski” (AO-38)
- USS „Kankakee” (AO-39)
- USS „Lackawanna” (AO-40)
- USS „Mattaponi” (AO-41)
- USS „Monongahela” (AO-42)
- USS „Tappahannock” (AO-43)
- USS „Patuxent” (AO-44)
- USS „Big Horn” (AO-45)
- USS „Victoria” (AO-46)
- USS „Neches” (AO-47)
- USS „Neosho” (AO-48)
- USS „Suamico” (AO-49)
- USS „Tallulah” (AO-50)
- USS „Ashtabula” (AO-51)
- USS „Cacapon” (AO-52)
- USS „Caliente” (AO-53)
- USS „Chikaskia” (AO-54)
- USS „Elokomin” (AO-55)
- USS „Aucilla” (AO-56)
- USS „Marias” (AO-57)
- USS „Manatee” (AO-58)
- USS „Mississinewa” (AO-59)
- USS „Nantahala” (AO-60)
- USS „Severn” (AO-61)
- USS „Taluga” (AO-62)
- USS „Chipola” (AO-63)
- USS „Tolovana” (AO-64)
- USS „Pecos” (AO-65)
- USS „Atascosa” (AO-66)
- USS „Cache” (AO-67)
- USS „Chiwawa” (AO-68)
- USS „Enoree” (AO-69)
- USS „Escalante” (AO-70)
- USS „Neshanic” (AO-71)
- USS „Niobrara” (AO-72)
- USS „Millicoma” (AO-73)
- USS „Saranac” (AO-74)
- USS „Saugatuck” (AO-75)
- USS „Schuylkill” (AO-76)
- USS „Cossatot” (AO-77)
- USS „Chepachet” (AO-78)
- USS „Cowanesque” (AO-79)
- USS „Escambia” (AO-80)
- USS „Kennebago” (AO-81)
- USS „Cahaba” (AO-82)
- USS „Mascoma” (AO-83)
- USS „Olkawaha” (AO-84)
- USS „Pamanset” (AO-85)
- USS „Ponaganset” (AO-86)
- USS „Sebec” (AO-87)
- USS „Tomahawk” (AO-88)
- USS „Pasig” (AO-89)
- USS „Shikellamy” (AO-90)
- USS „Pasig” (AO-91)
- USS „Abatan” (AO-92)
- USS „Soubarissen” (AO-93)
- USS „Anacostia” (AO-94)
- USS „Caney” (AO-95)
- USS „Tamalpais” (AO-96)
- USS „Allagash” (AO-97)
- USS „Caloosahatchee” (AO-98)
- USS „Canisteo” (AO-99)
- USS „Chukawan” (AO-100)
- USS „Cohocton” (AO-101)
- USS „Concho” (AO-102)
- USS „Conecuh” (AO-103)
- USS „Contoocook” (AO-104)
- USS „Mispillion” (AO-105)
- USS „Navasota” (AO-106)
- USS „Passumpsic” (AO-107)
- USS „Pawcatuck” (AO-108)
- USS „Waccamaw” (AO-109)
- USS „Conecuh” (AO-110)
- USNS „Mission Buenaventura” (AO-111)
- USNS „Mission Capistrano” (AO-112)
- USNS „Mission Carmel” (AO-113)
- USNS „Mission De Pala” (AO-114)
- USNS „Mission Dolores” (AO-115)
- USNS „Mission Loreto” (AO-116)
- USNS „Mission Los Angeles” (AO-117)
- USNS „Mission Purisma” (AO-118)
- USNS „Mission San Antonio” (AO-119)
- USNS „Mission San Carlos” (AO-120)
- USNS „Mission San Diego” (AO-121)
- USNS „Mission San Fernando” (AO-122)
- USNS „Mission San Francisco” (AO-123)
- USNS „Mission San Gabriel” (AO-124)
- USNS „Mission San Jose” (AO-125)
- USNS „Mission San Juan” (AO-126)
- USNS „Mission San Luis Obispo” (AO-127)
- USNS „Mission San Luis Rey” (AO-128)
- USNS „Mission San Miguel” (AO-129)
- USNS „Mission San Rafael” (AO-130)
- USNS „Mission Santa Barbara” (AO-131)
- USNS „Mission Santa Clara” (AO-132)
- USNS „Mission Santa Cruz” (AO-133)
- USNS „Mission Santa Ynez” (AO-134)
- USNS „Mission Solano” (AO-135)
- USNS „Mission Soledad” (AO-136)
- USNS „Mission Santa Ana” (AO-137)
- USS „Cedar Creek” (AO-138)
- USS „Muir Woods” (AO-139)
- USS „Pioneer Valley” (AO-140)
- USS „Sappa Creek” (AO-141)
- USS „Shawnee Trail” (AO-142)
- USS „Neosho” (AO-143)
- USS „Mississinewa” (AO-144)
- USS „Hassayampa” (AO-145)
- USS „Kawishiwi” (AO-146)
- USS „Truckee” (AO-147)
- USS „Ponchatoula” (AO-148)
- USNS „Maumee” (T-AO-149)
- USS „Potomac” (AO-150)
- USNS „Shoshone” (T-AO-151)
- USNS „Yukon” (T-AO-152)
- USNS „Cumberland” (T-AO-153)
- USNS „Lynchburg” (T-AO-154)
- USNS „Roanoke” (T-AO-155)
- USNS „Bull Run” (T-AO-156)
- USNS „Paoli” (T-AO-157)
- USNS „Abigua” (T-AO-158)
- USNS „French Creek” (T-AO-159)
- USNS „Logan’s Fort” (T-AO-160)
- USNS „Lone Jack” (T-AO-161)
- USNS „Memphis” (T-AO-162)
- USNS „Parkersburg” (T-AO-163)
- USNS „Petrolite” (T-AO-164)
- USNS „American Explorer” (T-AO-165)
- USNS „Sealift Pacific” (T-AO-168)
- USNS „Sealift Arabian Sea” (T-AO-169)
- USNS „Sealift China Sea” (T-AO-170)
- USNS „Sealift Indian Ocean” (T-AO-171)
- USNS „Sealift Atlantic” (T-AO-172)
- USNS „Sealift Mediterranean” (T-AO-173)
- USNS „Sealift Caribbean” (T-AO-174)
- USNS „Sealift Arctic” (T-AO-175)
- USNS „Sealift Antarctic” (T-AO-176)
- USS „Cimarron” (AO-177)
- USS „Monongahela” (AO-178)
- USS „Merrimack” (AO-179)
- USS „Willamette” (AO-180)
- USNS „Potomac” (T-AO-181)
- USNS „Columbia” (T-AO-182)
- USNS „Naches” (T-AO-183)
- USNS „Hudson” (T-AO-184)
- USNS „Susquehanna” (T-AO-185)
- USS „Platte” (AO-186)
- USNS „Henry J. Kaiser” (T-AO-187)
- USNS „Joshua Humphreys” (T-AO-188)
- USNS „John Lenthall” (T-AO-189)
- USNS „Andrew J. Higgins” (T-AO-190)
- USNS „Benjamin Isherwood” (T-AO-191)
- USNS „Henry Eckford” (T-AO-192)
- USNS „Walter S. Diehl” (T-AO-193)
- USNS „John Ericsson” (T-AO-194)
- USNS „Leroy Grumman” (T-AO-195)
- USNS „Kanawha” (T-AO-196)
- USNS „Pecos” (T-AO-197)
- USNS „Big Horn” (T-AO-198)
- USNS „Tippecanoe” (T-AO-199)
- USNS „Guadalupe” (T-AO-200)
- USNS „Patuxent” (T-AO-201)
- USNS „Yukon” (T-AO-202)
- USNS „Laramie” (T-AO-203)
- USNS „Rappahancock” (T-AO-204)

## Fast Combat Support Ships (AOE, T-AOE)
szybkie okręty zaopatrzeniowe
- USS „Sacramento” (AOE-1)
- USS „Camden” (AOE-2)
- USS „Seattle” (AOE-3)
- USS „Detroit” (AOE-4)
- AOE-5 anulowany
- USNS „Supply” (T-AOE-6)
- USNS „Ranier” (T-AOE-7)
- USNS „Arctic” (T-AOE-8)
- AOE-9 anulowany
- USS „Bridge” (AOE-10)

## Gasoline Tankers (AOG, T-AOG)
okręty do transportu benzyny
- USS „Patapsco” (AOG-1)
- USS „Kern” (AOG-2)
- USS „Rio Grande” (AOG-3)
- USS „Wabash” (AOG-4)
- USS „Susquehanna” (AOG-5)
- USS „Agawam” (AOG-6)
- USS „Elkhorn” (AOG-7)
- USS „Genesee” (AOG-8)
- USS „Kishwaukee” (AOG-9)
- USS „Nemasket” (AOG-10)
- USS „Tombigbee” (AOG-11)
- USS „Halawa” (AOG-12)
- USS „Kaloli” (AOG-13)
- USS „Aroostook” (AOG-14)
- USS „Conasauga” (AOG-15)
- USS „Guyandot” (AOG-16)
- USS „Mattawee” (AOG-17)
- USS „Pasquotank” (AOG-18)
- USS „Sakatonchee” (AOG-19)
- USS „Seekonk” (AOG-20)
- USS „Sequatchie” (AOG-21)
- USS „Wautauga” (AOG-22)
- USS „Ammonusuc” (AOG-23)
- USS „Sheepscot” (AOG-24)
- USS „Calamus” (AOG-25)
- USS „Chiwaukum” (AOG-26)
- USS „Escatawpa” (AOG-27)
- USS „Gualala” (AOG-28)
- USS „Hiwassee” (AOG-29)
- USS „Kalamazoo” (AOG-30)
- USS „Kanawha” (AOG-31)
- USS „Narraguagas” (AOG-32)
- USS „Ochlockonee” (AOG-33)
- USS „Oconee” (AOG-34)
- USS „Ogeechee” (AOG-35)
- USS „Ontonagon” (AOG-36)
- USS „Yahara” (AOG-37)
- USS „Ponchatoula” (AOG-38)
- USS „Quastinet” (AOG-39)
- USS „Sacandaga” (AOG-40)
- USS „Tetonkaha” (AOG-41)
- USS „Towaliga” (AOG-42)
- USS „Tularosa” (AOG-43)
- USS „Wakulla” (AOG-44)
- USS „Yacona” (AOG-45)
- USS „Waupaca” (AOG-46)
- USS „Shikellamy” (AOG-47)
- USS „Chehalis” (AOG-48)
- USS „Chestatee” (AOG-49)
- USS „Chewaucan” (AOG-50)
- USS „Maquoketa” (AOG-51)
- USS „Mattabesset” (AOG-52)
- USS „Namakogon” (AOG-53)
- USS „Natchaug” (AOG-54)
- USS „Nespelen” (AOG-55)
- USS „Noxubee” (AOG-56)
- USS „Pecatonica” (AOG-57)
- USS „Pinnebog” (AOG-58)
- USS „Wacissa” (AOG-59)
- USS „Manokin” (AOG-60)
- USS „Sakonnet” (AOG-61)
- USS „Conemaugh” (AOG-62)
- USS „Klaskanine” (AOG-63)
- USS „Klickitat” (AOG-64)
- USS „Michigamme” (AOG-65)
- USS „Nanticoke” (AOG-66)
- USS „Nordaway” (AOG-67)
- USS „Peconic” (AOG-68)
- USS „Petaluma” (AOG-69)
- USS „Piscataqua” (AOG-70)
- USS „Quinnebaug” (AOG-71)
- USS „Sebasticook” (AOG-72)
- USS „Kiamichi” (AOG-73)
- USS „Tellico” (AOG-74)
- USS „Truckee” (AOG-75)
- USNS „Tonti” (T-AOG-76)
- USNS „Rincon” (T-AOG-77)
- USNS „Nodaway” (T-AOG-78)
- USNS „Petaluma” (T-AOG-79)
- USNS „Piscataqua” (T-AOG-80)
- USNS „Alatna” (T-AOG-81)
- USNS „Chatahoochee” (T-AOG-82)

## Replenishment Fleet Tankers (AOR)
tankowce floty
- USS „Wichita” (AOR-1)
- USS „Milwaukee” (AOR-2)
- USS „Kansas City” (AOR-3)
- USS „Savannah” (AOR-4)
- USS „Wabash” (AOR-5)
- USS „Kalamazoo” (AOR-6)
- USS „Roanoke” (AOR-7)
- USS „Conecuh” (AOR-110)

## Oil Transporters (T-AOT)
transportowce ropy
- USNS „Tallulah” (T-AOT-50)
- USNS „Cache” (T-AOT-67)
- USNS „Millicoma” (T-AOT-73)
- USNS „Saugatuck” (T-AOT-75)
- USNS „Schuylkill” (T-AOT-76)
- USNS „Cossatot” (T-AOT-77)
- MV „Nodaway” (T-AOT-78)
- USNS „Cowanesque” (T-OT-79)
- MV „Alatna” (T-AOT-81)
- MV „Chattahoochee” (T-AOT-82)
- USNS „Waccamaw” (T-AOT-109)
- USNS „Mission Santa Ynez” (T-AOT-134)
- USNS „Maumee” (T-AOT-149)
- USNS „Shoshone” (T-AOT-151)
- USNS „Yukon” (T-AOT-152)
- USNS „American Explorer” (T-AOT-165)
- USNS „Sealift Pacific” (T-AOT-168)
- USNS „Sealift Arabian Sea” (T-AOT-169)
- USNS „Sealift China Sea” (T-AOT-170)
- USNS „Sealift Indian Ocean” (T-AOT-171)
- USNS „Sealift Atlantic” (T-AOT-172)
- USNS „Sealift Mediterranean” (T-AOT-173)
- USNS „Sealift Caribbean” (T-AOT-174)
- USNS „Sealift Arctic” (T-AOT-175)
- USNS „Sealift Antarctic” (T-AOT-176)
- SS „Potomac” (T-AOT-181)
- USNS „Columbia” (T-AOT-182)
- USNS „Naches” (T-AOT-183)
- USNS „Hudson” (T-AOT-184)
- USNS „Susquehanna” (T-AOT-185)
- SS „Mission Buenaventura” (T-AOT-1012)
- MV „Gus W. Darnell” (T-AOT-1121)
- USNS „Paul Buck” (T-AOT-1122)
- USNS „Samuel L. Cobb” (T-AOT-1123)
- USNS „Richard G. Matthiesen” (T-AOT-1124)
- USNS „Lawrence H. Gianella” (T-AOT-1125)
- MV „Mission Capistrano” (T-AOT-5005)
- SS „Mount Washington” (T-AOT-5076)

## Transports (AP, T-AP)
transportowce
- USS „Henderson” (AP-1)
- USS „Doyan” (AP-2)
- USS „Hancock” (AP-3)
- USS „Argonne” (AP-4)
- USS „Chaumont” (AP-5)
- USS „William Ward Burrows” (AP-6)
- USS „Wharton” (AP-7)
- USS „Harris” (AP-8)
- USS „Zeilin” (APA-3)
- USS „McCawley” (AP-10)
- USS „Barnett” (AP-11)
- USS „Heywood” (AP-12)
- USS „George F. Elliott” (AP-13)
- USS „Fuller” (AP-14)
- USS „William P Biddle” (AP-15)
- USS „Neville” (AP-16)
- USS „Harry Lee” (AP-17)
- USS „Catlin” (AP-19)
- USS „Munargo” (AP-20)
- USS „Wakefield” (AP-21)
- USS „Mount Vernon” (AP-22)
- USS „West Point” (AP-23)
- USS „Orizaba” (AP-24)
- USS „Leonard Wood” (AP-25)
- USS „Joseph T. Dickman” (AP-26)
- USS „Hunter Liggett” (AP-27)
- USS „Kent” (AP-28)
- USS „U. S. Grant” (AP-29)
- USS „Henry T. Allen” (AP-30)
- USS „Chateau Thierry” (AP-31)
- USS „St Mihiel” (AP-32)
- USS „Republic” (AP-33)
- USS „Franklin Bell” (AP-34)
- USS „American Legion” (AP-35)
- USS „President Jackson” (AP-37)
- USS „President Adams” (AP-38)
- USS „President Hayes” (AP-39)
- USS „Crescent City” (AP-40)
- USS „Stratford” (AP-41)
- USS „Tasker H. Bliss” (AP-42)
- USS „Hugh L. Scott” (AP-43)
- USS „Thomas H. Barry” (AP-45)
- USS „Joseph Hewes” (AP-50)
- USS „John Penn” (AP-51)
- USS „Edward Rutledge” (AP-52)
- USS „Lafayette” (AP-53)
- USS „Hermitage” (AP-54)
- USS „Arthur Middleton” (AP-55)
- USS „Samuel Chase” (AP-56)
- USS „George Clymer” (AP-57)
- USS „Charles Carroll” (AP-58)
- USS „Thomas Stone” (AP-59)
- USS „Thomas Jefferson” (AP-60)
- USS „Monticello” (AP-61)
- USS „Kenmore” (AP-62)
- USS „Rochambeau” (AP-63)
- USS „Monrovia” (AP-64)
- USS „Calvert” (AP-65)
- USS „Ancon” (AP-66)
- USS „Dorothea L Dix” (AP-67)
- USS „Alameda” (AP-68) – nazwa przyznana, ale nigdy nie używana
- USS „Elizabeth C. Stanton” (AP-69)
- USS „Florence Nightingale” (AP-70)
- USS „Lyon” (AP-71)
- USS „Susan B. Anthony” (AP-72)
- USS „Leedstown” (AP-73)
- USS „Lejeune” (AP-74)
- USS „Gemini” (AP-75)
- USS „Anne Arundel” (AP-76)
- USS „Thurston” (AP-77)
- USS „Bayfield” (AP-78)
- USS „Boliver” (AP-79)
- USS „Callaway” (AP-80)
- USS „Cambria” (AP-81)
- USS „Cavalier” (AP-82)
- USS „Chilton” (AP-83)
- USS „Clay” (AP-84)
- USS „Custer” (AP-85)
- USS „Dupage” (AP-86)
- USS „Elmore” (AP-87)
- USS „Fayette” (AP-88)
- USS „Fremont” (AP-89)
- USS „Henrico” (AP-90)
- USS „Knox” (AP-91)
- USS „Lamar” (AP-92)
- USS „Leon” (AP-93)
- USS „Ormsby” (AP-94)
- USS „Pierce” (AP-95)
- USS „Sheridan” (AP-96)
- USS „Sumter” (AP-97)
- USS „Warren” (AP-98)
- USS „Wayne” (AP-99)
- USS „Windsor” (AP-100)
- USS „Wood” (AP-101)
- USS „Hotspur” (AP-102)
- USS „President Polk” (AP-103)
- USS „President Monroe” (AP-104)
- USS „George F. Elliott” (AP-105)
- USS „Catskill” (AP-106)
- USS „Ozark” (AP-107)
- USS „Osage” (AP-108)
- USS „Saugus” (AP-109)
- USS „General John Pope” (AP-110)
- USS „General A. E. Anderson” (AP-111)
- USS „General W. A. Mann” (AP-112)
- USS „General Henry W. Butner” (AP-113)
- USS „General William Mitchell” (AP-114)
- USS „General George M. Randall” (AP-115)
- USS „General M. C. Meigs” (AP-116)
- USS „General Walter H. Gordon” (AP-117)
- USS „General W. P. Richardson” (AP-118)
- USS „General William Weigel” (AP-119)
- USS „Admiral W. S. Benson” (AP-120)
- USS „Admiral W. L. Capps” (AP-121)
- USS „Admiral R. E. Coontz” (AP-122)
- USS „Admiral E. W. Eberle” (AP-123)
- USS „Admiral C. F. Hughes” (AP-124)
- USS „Admiral H. T. Mayo” (AP-125)
- USS „Admiral Hugh Rodman” (AP-126)
- USS „Admiral William S. Simms” (AP-127)
- USS „Admiral David W. Taylor” (AP-128) – anulowany 16 grudnia 1944
- USS „Admiral F. B. Upham” (AP-129) – anulowany 16 grudnia 1944
- USS „General G. O. Squier” (AP-130)
- USS „General T. H. Bliss” (AP-131)
- USS „General J. R. Brooke” (AP-132)
- USS „General Oswald H. Ernst” (AP-133)
- USS „General R. L. Howze” (AP-134)
- USS „General W. M. Black” (AP-135)
- USS „General H. L. Scott” (AP-136)
- USS „General S. D. Sturgis” (AP-137)
- USS „General C. G. Morton” (AP-138)
- USS „General R. E. Callan” (AP-139)
- USS „General M. B. Stewart” (AP-140)
- USS „General A. W. Greely” (AP-141)
- USS „General C. H. Muir” (AP-142)
- USS „General H. B. Freeman” (AP-143)
- USS „General H. F. Hodges” (AP-144)
- USS „General Harry Taylor” (AP-145)
- USS „General W. F. Hase” (AP-146)
- USS „General E. T. Collins” (AP-147)
- USS „General M. L. Hersey” (AP-148)
- USS „General J. H. McRae” (AP-149)
- USS „General M. M. Patrick” (AP-150)
- USS „General W. C. Langfitt” (AP-151)
- USS „General Omar Bundy” (AP-152)
- USS „General R. M. Blatchford” (AP-153)
- USS „General LeRoy Eltinge” (AP-154)
- USS „General A. W. Brewster” (AP-155)
- USS „General D. E. Aultman” (AP-156)
- USS „General C. C. Ballou” (AP-157)
- USS „General W. G. Haan” (AP-158)
- USS „General Sturat Heintzelman” (AP-159)
- USS „Monitor” (AP-160)
- USS „Montauck” (AP-161)
- USS „Kenmore” (AP-162)
- USS „Livingston” (AP-163)
- USS „De Grasse” (AP-164)
- USS „Prince Georges” (AP-165)
- USS „Comet” (AP-166)
- USS „John Land” (AP-167)
- USS „War Hawk” (AP-168)
- USS „Golden City” (AP-169)
- USS „Winged Arrow” (AP-170)
- USS „Storm King” (AP-171)
- USS „Cape Johnson” (AP-172)
- USS „Herald of the Morning” (AP-173)
- USS „Arlington” (AP-174)
- USS „Starlight” (AP-175)
- USS „General J. C. Breckenridge” (AP-176)
- USS „Europa” (AP-177)
- USNS „Frederick Funston” (T-AP-178)
- USNS „James O’Hara” (T-AP-179)
- USNS „David C. Shanks” (T-AP-180)
- USNS „Fred C. Ainsworth” (T-AP-181)
- USNS „George W. Goethals” (T-AP-182)
- USNS „Henry Gibbons” (T-AP-183)
- USNS „Private Elden H. Johnson” (T-AP-184)
- USNS „Private William H. Thomas” (T-AP-185)
- USNS „Sgt. Charles E. Mower” (T-AP-186)
- USNS „Private Joe P. Martinez” (T-AP-187)
- USNS „Aiken Victory” (T-AP-188)
- USNS „Lieutenant Raymond O. Beaudoin” (T-AP-189)
- USNS „Private Sadeo S. Munamori” (T-AP-190)
- USNS „Sargent. Howard E. Woodford” (T-AP-191)
- USNS „Sargent Sylvester Antolak” (T-AP-192)
- USNS „Marine Adder” (T-AP-193)
- USNS „Marine Lynx” (T-AP-194)
- USNS „Marine Phoenix” (T-AP-195)
- USNS „Barrett” (T-AP-196)
- USNS „Geiger” (T-AP-197)
- USNS „Upshur” (T-AP-198)
- USNS „Marine Carp” (T-AP-199)
- USNS „Marine Serpent” (T-AP-202)
- SS „Empire State” (T-AP-1001)

## Self-Propelled Barracks Ships (APB)
okręt koszarowy z własnym napędem
- USS „Accomac” (APB-49) – dawniej LST-710
- USS „Orvetta” (IX-157) – dawniej SS „Tampa”

## Coastal Transports (APC)
transportowce przybrzeżne
- USS „Sargent Jonah E Kelly” (APC-116)
- USS „Sargent George D Keathley” (APC-117)
- USS „Sargent George E Muller” (APC-118)

## Small Coastal Transports (APc)
małe transportowce przybrzeżne
- USS „APc-15”
- USS „APc-16”
- USS „APc-17”
- USS „APc-29”
- USS „APc-38”
- USS „APc-42”
- USS „APc-46”
- USS „APc-48”
- USS „APc-101”
- USS „APc-108”
- USS „APc-110”

## Evacuation Transports (APH)
transportowce ewakuacyjne
- USS „Tryon” (APH-1)
- USS „Pinkney” (APH-2)
- USS „Rixey” (APH-3)
- USS „Haven” (APH-112)
- USS „Tranquillity” (APH-114)

## Barracks Craft (APL)
okręty koszarowe
- USS „APL-1”
- USS „APL-2”
- USS „APL-3”
- USS „APL-4”
- USS „APL-5”
- USS „APL-6”
- USS „APL-7”
- USS „APL-8”
- USS „APL-9”
- USS „APL-10”
- USS „APL-11”
- USS „APL-12”
- USS „APL-13”
- USS „APL-14”
- USS „APL-15”
- USS „APL-16”
- USS „APL-17”
- USS „APL-18”
- USS „APL-19”
- USS „APL-20”
- USS „APL-21”
- USS „APL-22”
- USS „APL-23”
- USS „APL-24”
- USS „APL-25”
- USS „APL-26”
- USS „APL-27”
- USS „APL-28”
- USS „APL-29”
- USS „APL-30”
- USS „APL-31”
- USS „APL-32”
- USS „APL-33”
- USS „APL-34”
- USS „APL-35”
- USS „APL-36”
- USS „APL-37”
- USS „APL-38”
- USS „APL-39”
- USS „APL-40”
- USS „APL-41”
- USS „APL-42”
- USS „APL-43”
- USS „APL-44”
- USS „APL-45”
- USS „APL-46”
- USS „APL-47”
- USS „APL-48”
- USS „APL-49”
- USS „APL-50”
- USS „APL-51”
- USS „APL-52”
- USS „APL-53”
- USS „APL-54”
- USS „APL-55”
- USS „APL-56”
- USS „APL-57”
- USS „APL-58”
- USS „APL-59”
- USS „APL-60”
- USS „APL-61”
- USS „APL-62”
- USS „APL-63”
- USS „APL-64”
- USS „APL-65”
- USS „APL-66”

## Mechanized Artillery Transports (APM)
transportowce artylerii zmechanizowanej
- USS „Ashland” (APM-1)
- USS „Belle Grove” (APM-2)
- USS „Carter Hall” (APM-3)
- USS „Epping Forest” (APM-4)
- USS „Gunston Hall” (APM-5)
- USS „Lindenwald” (APM-6)
- USS „Oak Hill” (APM-7)
- USS „White Marsh” (APM-8)
- USS „Lakehurst” (APM-9)

## Transport and Aircraft Ferries (APV)
okręty do przewozu samolotówi i towarów
- USS „Kitty Hawk” (APV-1)
- USS „Hammondsport” (APV-2)
- USS „Lakehurst” (APV-3)

## Repair Ships (AR)
okręty naprawcze
- USS „Panther” (1889)
- USS „Medusa” (AR-1)
- USS „Bridgeport” (AR-2)
- USS „Prometheus” (AR-3)
- USS „Vestal” (AR-4)
- USS „Vulcan” (AR-5)
- USS „Ajax” (AR-6)
- USS „Hector” (AR-7)
- USS „Jason” (AR-8)
- USS „Delta” (AR-9)
- USS „Alcor” (AR-10)
- USS „Rigel” (AR-11)
- USS „Briareus” (AR-12)
- USS „Amphion” (AR-13)
- USS „Cadmus” (AR-14)
- USS „Mars” (AR-16)
- USS „Laertes” (AR-20)
- USS „Dionysus” (AR-21)
- USS „Klondike” (AR-22)
- USS „Markab” (AR-23)
- USS „Grand Canyon” (AR-28)

## Battle Damage Repair Ships (ARB)
okręty do naprawy zniszczeń wojennych
- USS „Aristaeus” (ARB-1)
- USS „Oceanus” (ARB-2)
- USS „Phaon” (ARB-3)
- USS „Zeus” (ARB-4)
- USS „Midas” (ARB-5)
- USS „Nestor” (ARB-6)
- USS „Sarpedon” (ARB-7)
- USS „Telamon” (ARB-8)
- USS „Ulysses” (ARB-9)
- USS „Demeter” (ARB-10)
- USS „Diomedes” (ARB-11)
- USS „Helios” (ARB-12)

## Cable Repair Ships (ARC)
okręty do naprawy kabli
- USS „Portunus” (ARC-1)
- USS „Neptune” (ARC-2)
- USS „Aeolus” (ARC-3)
- USS „Thor” (ARC-4)
- USS „Yamacraw” (ARC-5)
- USNS „Albert J Myer” (T-ARC-6)
- USNS „Zeus” (T-ARC-7)

## Internal Combustion Engine Repair Ships (ARG)
okręty do naprawy systemu napędowego
- USS „Oglala” (ARG-1)
- USS „Luzon” (ARG-2)
- USS „Mindanao” (ARG-3)
- USS „Tutuila” (ARG-4)
- USS „Oahu” (ARG-5)
- USS „Cebu” (ARG-6)
- USS „Culebra Island” (ARG-7)
- USS „Leyte” (ARG-8)
- USS „Mona Island” (ARG-9)
- USS „Palawan” (ARG-10)
- USS „Samar” (ARG-11)
- USS „Basilan” (ARG-12)
- USS „Burias” (ARG-13)
- USS „Dumaran” (ARG-14)
- USS „Masbate” (ARG-15)
- USS „Kermit Roosevelt” (ARG-16)
- USS „Hooper Island” (ARG-17)
- USS „Holland” (ARG-18)
- USS „Beaver” (ARG-19)
- USS „Otus” (ARG-20)

## Heavy-hull Repair Ship (ARH)
okręty do naprawy pancerza
- USS „Jason” (ARH-1)

## Landing Craft Repair Ships (ARL)
okręty do naprawy jednostek desantowych
- USS „Achelous” (ARL-1) – dawniej LST-10
- USS „Amycus” (ARL-2)
- USS „Agenor” (ARL-3)
- USS „Adonis (ARL-4)
- USS „ARL-5”
- USS „ARL-6”
- USS „Atlas” (ARL-7)
- USS „Egeria” (ARL-8)
- USS „Endymion” (ARL-9)
- USS „Coronis” (ARL-10)
- USS „Creon” (ARL-11)
- USS „Poseidon” (ARL-12)
- USS „Menelaus” (ARL-13)
- USS „Minos” (ARL-14)
- USS „Minotaur” (ARL-15)
- USS „Myrmidon” (ARL-16)
- USS „Numitor” (ARL-17)
- USS „Pandemus” (ARL-18)
- USS „Patroclus” (ARL-19)
- USS „Pentheus” (ARL-20)
- USS „Proserpine” (ARL-21)
- USS „Romulus” (ARL-22)
- USS „Satyr” (ARL-23)
- USS „Sphinx” (ARL-24)
- USS „Stentor” (ARL-26)
- USS „Tantalus” (ARL-27)
- USS „Typhon” (ARL-28)
- USS „Amphtrite” (ARL-29)
- USS „Askari” (ARL-30)
- USS „Bellerophon” (ARL-31)
- USS „Bellona” (ARL-32)
- USS „Chimaera” (ARL-33)
- USS „Daedalus” (ARL-34)
- USS „Gordius” (ARL-35)
- USS „Indra” (ARL-36)
- USS „Krishna” (ARL-37)
- USS „Quirinus” (ARL-38)
- USS „Remus” (ARL-39)
- USS „Achilles” (ARL-41) – dawniej LST-455
- USS „Aelous” (ARL-42)
- USS „Minerva” (ARL-47)

## Repair and Salvage Ships (ARS)
okręty remontowo-holownicze
- USS „Viking” (ARS-1)
- USS „Crusader” (ARS-2)
- USS „Discoverer” (ARS-3)
- USS „Redwing” (ARS-4)
- USS „Diver” (ARS-5)
- USS „Escape” (ARS-6)
- USS „Grapple” (ARS-7)
- USS „Preserver” (ARS-8)
- USS „Shackle” (ARS-9)
- USS „Assistance” (ARS-10) – nie wszedł do służby
- USS „Warbler” (ARS-11)
- USS „Willett” (ARS-12)
- USS „Anchor” (ARS-13)
- USS „Protector” (ARS-14)
- USS „Extractor” (ARS-15)
- USS „Extricate” (ARS-16)
- USS „Restorer” (ARS-17)
- USS „Rescuer” (ARS-18)
- USS „Cable” (ARS-19)
- USS „Chain” (ARS-20)
- USS „Curb” (ARS-21)
- USS „Current” (ARS-22)
- USS „Deliver” (ARS-23)
- USS „Grasp” (ARS-24)
- USS „Safeguard” (ARS-25)
- USS „Seize” (ARS-26)
- USS „Snatch” (ARS-27)
- USS „Valve” (ARS-28)
- USS „Vent” (ARS-29)
- USS „Accelerate” (ARS-30)
- USS „Harjurand” (ARS-31)
- USS „Brant” (ARS-32)
- USS „Clamp” (ARS-33)
- USS „Gear” (ARS-34)
- USS „Weight” (ARS-35)
- USS „Swivel” (ARS-36)
- USS „Tackle” (ARS-37)
- USS „Bolster” (ARS-38)
- USS „Conserver” (ARS-39)
- USS „Hoist” (ARS-40)
- USS „Opportune” (ARS-41)
- USS „Reclaimer” (ARS-42)
- USS „Recovery” (ARS-43)
- USS „Retriever” (ARS-44) – anulowany w 1945
- USS „Skillful” (ARS-45) – anulowany w 1945
- USS „Support” (ARS-46) – anulowany w 1945
- USS „Toiler” (ARS-47) – anulowany w 1945
- USS „Urgent” (ARS-48) – anulowany w 1945
- USS „Willing” (ARS-49) – anulowany w 1945
- USS „Safeguard” (ARS-50)
- USS „Grasp” (ARS-51)
- USS „Salvor” (ARS-52)
- USS „Grapple” (ARS-53)

## Salvage Lifting Vessels (ARSD)
okręty do podnoszenia wraków
- USS „Gypsy” (ARSD-1)
- USS „Mender” (ARSD-2)
- USS „Salvage” (ARSD-3)
- USS „Windlass” (ARSD-4)

## Salvage Craft Tenders (ARST)
tendry do podnoszenia wraków
- USS „Laysan Island” (ARST-1)
- USS „Okala” (ARST-2)
- USS „Palmyra” (ARST-3)
- USS „Tackle” (ARST-4)

## Aircraft Repair Ships (ARV, ARV(E))
okręty do naprawy samolotów
- USS „Chourre” (ARV-1)
- USS „Webster” (ARV-2)
- USS „Aventinus” (ARV(E)-3)
- USS „Chloris” (ARV(E)-4)
- USS „Fabius” (ARV(E)-5)
- USS „Megara” (ARV(E)-6)

## Helicopter Aircraft Repair Ships (ARVH)
okręty do naprawy helikopterów
- USS „Corpus Christi Bay” (ARVH-1)

## Submarine Tenders (AS)
tendry okrętów podwodnych
- USS „Hist” (1898)
- USS „Fulton” (AS-1)(inne języki)
- USS „Bushnell” (AS-2)
- USS „Holland” (AS-3)
- USS „Alert” (AS-4)
- USS „Beaver” (AS-5)
- USS „Camden” (AS-6)
- USS „Rainbow” (AS-7)
- USS „Savannah” (AS-8)
- USS „Canopus” (AS-9)
- USS „Argonne” (AS-10)
- USS „Fulton” (AS-11)
- USS „Sperry” (AS-12)
- USS „Griffin” (AS-13)
- USS „Pelias” (AS-14)
- USS „Bushnell” (AS-15)
- USS „Howard W. Gilmore” (AS-16)
- USS „Nereus” (AS-17)
- USS „Orion” (AS-18)
- USS „Proteus” (AS-19)
- USS „Otus” (AS-20)
- USS „Antaeus” (AS-21)
- USS „Euryale” (AS-22)
- USS „Aegir” (AS-23)
- USS „Anthedon” (AS-24)
- USS „Apollo” (AS-25)
- USS „Clytie” (AS-26)
- USS „Canopus” (AS-27)
- USS „New England” (AS-28)
- AS-29 i AS-30 anulowano
- USS „Hunley” (AS-31)
- USS „Holland” (AS-32)
- USS „Simon Lake” (AS-33)
- USS „Canopus” (AS-34)
- AS-35 anulowany
- USS „L. Y. Spear” (AS-36)
- USS „Dixon” (AS-37)
- AS-38 anulowany
- USS „Emory S Land” (AS-39)
- USS „Frank Cable” (AS-40)
- USS „McKee” (AS-41)

## Auxiliary Ocean Tugs (ATA)
pomocnicze holowniki oceaniczne
- USS „Accokeek” (ATA-181)

## Fleet Ocean Tugs (AT, ATF, T-ATF)
holowniki oceaniczne floty
- USS „Pawnee” (ATF-74)
- USS „Yuma” (AT-94)
- USS „Abnaki” (ATF-96)
- USS „Alsea” (AT-97)
- USS „Arikara” (AT-98)
- USS „Moctobi” (ATF-105)
- USS „Molala” (AT-106)
- USS „Munsee” (AT-107)
- USS „Pakana” (AT-108)
- USS „Potawatomi” (AT-109)
- USS „Sarsi” (ATF-111)
- USS „Seranno” (ATF-112)
- USS „Takelma” (ATF-113)
- USS „Tawakoni” (ATF-114)
- USS „Tenino” (ATF-115)
- USS „Tolowa” (ATF-116)
- USS „Wateree” (ATF-117)
- USS „Wenatchee” (ATF-118)
- USS „Achomawi” (ATF-148)
- USS „Atakapa” (ATF-149)
- USS „Nipmuc” (ATF-157)
- USS „Mosopelea” (ATF-158)
- USS „Papago” (ATF-160)
- USS „Salinan” (ATF-161)
- USS „Utina” (ATF-163)
- USNS „Catawba” (T-ATF-168)
- USNS „Navajo” (T-ATF-169)
- USNS „Mohawk” (T-ATF-170)
- USNS „Sioux” (T-ATF-171)
- USNS „Apache” (T-ATF-172)

## Salvage and Rescue Ships (ATS)
okręty ratownicze
- USS „Edenton” (ATS-1)
- USS „Beaufort” (ATS-2)
- USS „Brunswick” (ATS-3)

## Seaplane Tenders (AV)
tendry wodnosamolotów
- USS „Wright” (AV-1)
- USS „Jason” (AV-2)
- USS „Langley” (AV-3)
- USS „Curtiss” (AV-4)
- USS „Albemarle” (AV-5)
- USS „Patoka” (AV-6)
- USS „Currituck” (AV-7)
- USS „Tangier” (AV-8)
- USS „Pokomoke” (AV-9)
- USS „Chandeleur” (AV-10)
- USS „Norton Sound” (AV-11)
- USS „Pine Island” (AV-12)
- USS „Salisbury Sound” (AV-13)
- USS „Kenneth Whiting” (AV-14)
- USS „Hamlin” (AV-15)
- USS „St George” (AV-16)
- USS „Cumberland Sound” (AV-17)
- USS „Townsend” (AV-18) anulowany
- USS „Calibogue” (AV-19) anulowany
- USS „Hobe Sound” (AV-20) anulowany

## Aviation Maintenance Logistics Ships (AVB, T-AVB)
okręt wsparcia materiałowego do samolotów
- USS „Alameda County” (AVB-1)
- USS „Tallahatchie County” (AVB-2)
- SS „Wright” (T-AVB-3)
- SS „Curtiss” (T-AVB-4)

## Destroyer Seaplane Tenders (AVD)
niszczyciele – tendry wodnosamolotów
- USS „Childs” (AVD-1)
- USS „Williamson” (AVD-2)
- USS „George E. Badger” (AVD-3)
- USS „Clemson” (AVD-4)
- USS „Goldsborough” (AVD-5)
- USS „Hulbert” (AVD-6)
- USS „William B. Preston” (AVD-7)
- USS „Belknap” (AVD-8)
- USS „Osmond Ingram” (AVD-9)
- USS „Ballard” (AVD-10)
- USS „Thornton” (AVD-11)
- USS „Gillis” (AVD-12)
- USS „Greene” (AVD-13)
- USS „McFarland” (AVD-14)

## Guided Missile Ships (AVM)
okręty rakietowe
- USS „Norton Sound” (AVM-1)

## Small Seaplane Tenders (AVP)
małe tendry wodnosamolotów
- USS „Absecon” (AVP-23)
- USS „Duxbury Bay” (AVP-38)

## Aviation Stores Issue Ships (AVS)
okręty – magazyny części samolotowych
- USS „Supply” (AVS-1)
- USS „Fortune” (AVS-2)
- USS „Grumium” (AVS-3)
- USS „Allioth” (AVS-4)
- USS „Gwinnett” (AVS-5)
- USS „Nicollet” (AVS-6)
- USS „Pontotoc” (AVS-7)
- USS „Jupiter” (AVS-8)

## Auxiliary Aircraft Landing Training Ships (AVT)
pomocniczy okręt treningowy dla samolotów
- USS „Cowpens” (AVT-1)
- USS „Monterey” (AVT-2)
- USS „Cabot” (AVT-3)
- USS „Bataan” (AVT-4)
- USS „San Jacinto” (AVT-5)
- USS „Saipan” (AVT-6)
- USS „Wright” (AVT-7)
- USS „Franklin” (AVT-8)
- USS „Bunker Hill” (AVT-9)
- USS „Leyte” (AVT-10)
- USS „Philippine Sea” (AVT-11)
- USS „Tarawa” (AVT-12)
- USS „Lexington” (AVT-16)
- USS „Forrestal” (AVT-59)

## Distilling Ships (AW)
okręty desylarnie
- USS „Stag” (AW-1)
- USS „Wildcat” (AW-2)
- USS „Pasig” (AW-3)
- USS „Abatan” (AW-4)

## Miscellaneous Classifications (IX)
okręty o zróżnocowanej klasyfikacji
- USS „Annapolis” (IX-1)(inne języki)
- USS „Dubuque” (IX-9)
- USS „Nantucket” (IX-18)
- USS „Newport” (IX-19)
- USS „Constitution” (IX-21) obecnie bez numeru klasyfikacyjnego
- USS „Paducah” (IX-23)
- USS „Wheeling” (IX-28)
- USS „Dover” (IX-30)
- USS „Topeka” (IX-35)
- USS „Olympia” (IX-40)
- USS „Highland Light” (IX-48)
- USS „Galaxy” (IX-54)
- USS „Wolverine” (IX-64)
- USS „Kailua” (IX-71)
- USS „Sable” (IX-81)
- USS „Irene Forsyte” (IX-93)
- USS „Kangaroo” (IX-121)
- USS „Abarenda” (IX-131)
- USS „Orvetta” (IX-157)
- USS „Kenwood” (IX-179)
- USS „Donnell” (IX-182)
- USS „Castine” (IX-211)

## Harbor Tugs (YTL, YTB, YTM)
holowniki portowe
- USS „Accomac” (YTL-18)
- USS „Achigan” (YTB-218)
- USS „Abinago” (YTM-493)
- USS „Accohanoc” (YTM-545)
- USS „Accomac” (YTB-812)

## Lighter-than-Air Aircraft Tender (AZ)
tendry sterowców
- USS „Wright” (AZ-1)

## Screw Tugs
holowniki śrubowe
- USS „Alert” (1861-1865)